# Leány-barlang (Pilisszentlélek)
A Leány-barlang különálló barlang volt, de jelenleg a fokozottan védett Ariadne-barlangrendszer része, amely az ország harmadik leghosszabb barlangja. A Duna–Ipoly Nemzeti Parkban lévő Pilis hegységben található. Jelentős régészeti lelőhely. Egy ideig a Pilis hegység leghosszabb barlangja és Magyarország fokozottan védett barlangjai közül az egyik volt.

## Leírás
Pilisszentlélek területén van. A Pilis hegy sziklás Ny-i oldalában, a Csévi-szirtek alsó zónájában nyílik a nagy bejárata. A déli, tágasabb nyílás a Legény-barlangé. Az északi, kisebb, a Legény-barlang bejáratától 56 m-re lévő bejárat a Leány-barlangé. Turistatérképek is jelzik a Leány-barlang és a Legény-barlang helyét.
A barlang felső triász dachsteini mészkőben karsztvízszint alatti oldódással alakult ki. A hévizes eredete nem bizonyítható. Járatai labirintusos jellegűek, amelyek hol nagyméretű termekké szélesednek, hol szűk kúszójáratokat alkotnak. Általában képződménymentes, ahol nem, ott nagyon változatos cseppkövek és barlangi gyöngyök találhatók. A barlangi gyöngyök központját denevérkoponyák alkotják. A barna barlangi agyag az elsődleges üledékes kitöltés. Érdekességként megemlítendő még az andezit előfordulása a barlangban. Az omladékok főleg kalcitlemeztömbök halmazából állnak.
1913-ban volt először Leány-barlangnak nevezve a barlang az irodalmában. Előfordul a barlang az irodalmában Girl Cave (Kordos 1977), Leánybarlang (Barcza, Thirring 1920), Leány barlang (Kadić 1920) és Leány Cave (Kordos 1977) neveken is. A Leány-barlang és a Legény-barlang együtt nevezve voltak az irodalomban Csévi kettős barlangnak vagy Chlapecnek (Horváth, H. Kelemen, Torma 1979).

## Kutatástörténet

### 1871–1924
A Magyar Királyi Földtani Intézet 1871. évi évkönyvében az van írva, hogy a Csévnél lévő Hruba Skala meredek Ny-i oldalában barlang van.
Az 1908-ban kiadott és Esztergom vármegyét ismertető könyv szerint Esztergom vármegyében barlanglakók nyomait nem találták meg, mert nincsenek olyan barlangok, melyekben arra utaló nyomok lennének, hogy bennük régen ősemberek laktak. Erre a vidékre már fejlettebb igényekkel jöttek az első letelepedők, akik állatcsontokból, szarvasagancsból készített szerszámaik mellett már kőszerszámokat is használtak. Ezért nem voltak rászorulva arra, hogy barlangokban, vagy földbe vájt üregekben lakjanak, hanem készíthettek sátrakat, valamint kunyhókat. Azokat a barlangokat, vagy földbe vájt üregeket, amelyekből erdőkben, vagy félreeső, nehezen hozzáférhető vidékeken most is sok van és emberi kultúra nyomai vannak bennük, nem lehettek ősemberek lakhelyei. Azok főleg a tatárjárás és törökpusztítás idejéből való búvólyukak voltak, mert nem vezethetők vissza az ősidőkre az azokban talált tárgyak.
Az 1912. évi Archaeologiai Értesítőben az olvasható, hogy a Legény-barlang ásatásakor feltűnő volt, hogy a sok cseréplelet között csak egyetlen agyaggyöngy vagy orsópörgettyű-féleség volt és gyerekjáték-szerűség sem került elő. Ezt Bella Lajos úgy értelmezte, hogy a Legény-barlangot főleg férfiak lakták. Az asszonyok és a gyerekek az ettől É-ra 70 m-re fekvő névtelen barlangban találtak menedéket. Ez utóbbi barlangban (melyet ismertetni fog nemsokára) szekérszámra talált hallstatti cserepeket. Ezek között voltak apró edénykék és pörgettyűk is. Innen előkerültek hatalmas edények töredékei is, melyekben valószínűleg vizet tartottak. Itt sokkal több volt a csontár.
Ezek miatt állapította meg azt, hogy a történelem előtti időben a Legény-barlang inkább a férfiak, míg a sokkal nehezebben megközelíthető, rejtett barlang inkább a nők és gyerekek tanyája volt. Aki ez utóbbihoz akart eljutni, annak először a Legény-barlang előtt kellett elhaladnia, ahol a férfiak útját állták. Sem a Legény-barlangból, sem a névtelen barlangból nem került elő La Tène, vagy római kori cserép. Ez utóbbiban pedig egy nagyon szép és majdnem teljesen ép római csontfésűt, a Legény-barlang bejárata előtti második árokban egy térdfibulát találtak Bella Lajosék.
Az ásatás végeredménye az, hogy mindkét barlang az újkőkorszakban, a bronzkorban és a hallstatti korban, majd a középkorban megint a környéken élők menedékhelye volt. A hallstatti idő emberei laktak bennük legtovább, amit az ebből a korból származó sok cserép bizonyít. Az sem elhanyagolható eredmény, hogy ezek miatt az ásatások miatt átértékelhető az Esztergom vármegye monográfiájában szereplő néhány sor, amelyek szerint egyesek (akik ezeknek a barlangoknak őskori állapotát nem ismerik) azt mondják, hogy ezek a barlangok nem lehettek ősemberek lakhelyei.

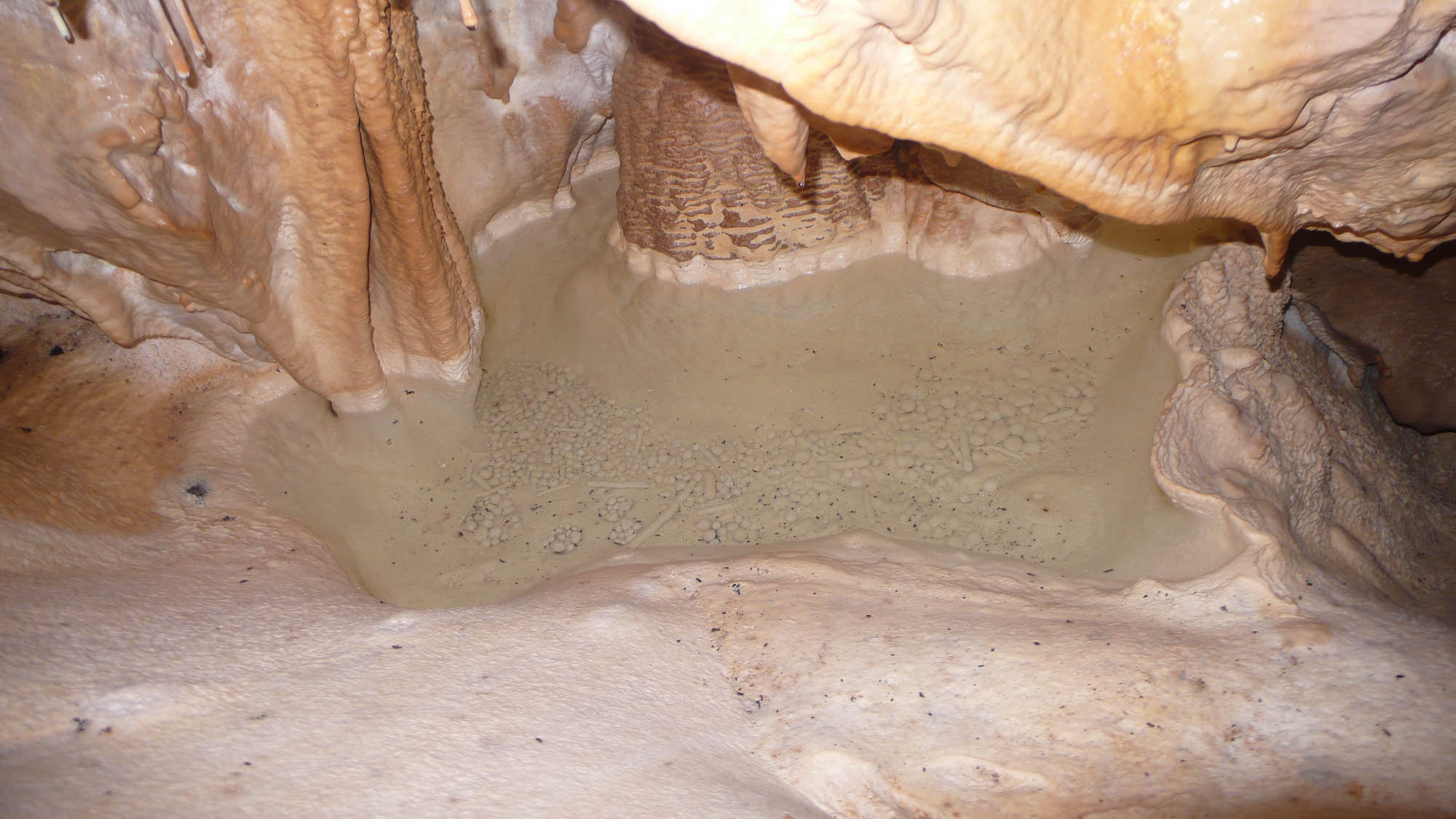
Cseppkőmedence barlangi gyöngyökkel a Leány-barlang Leányálom-ágában

Az 1913. évi Barlangkutatásban az van írva, hogy a Magyarhoni Földtani Társulat Barlangkutató Szakosztályának 1913. május 5-én tartott szakülésén Bella Lajos A Legény- és Leány-barlang ásatásának régészeti méltatása címmel tájékoztatást adott azokról az ásatásokról, amelyeket Kadić Ottokárral együtt múlt év tavaszán a fent nevezett barlangokban végzett a Magyarhoni Földtani Társulat Barlangkutató Bizottságának megbízásából. A Leány-barlangban végzett ásatás a kincsásók által kiásott anyag átvizsgálásából állt. Az ebben talált embertani és ősrégészeti leletek indokolják a barlang részletes ásatását.
Az Esztergom című folyóirat 1913. február 2-i száma szerint Esztergom vármegye monográfiájában az olvasható, hogy Esztergom vármegyében nem lehet barlanglakók nyomaira bukkanni, mert nincs ott olyan barlang, amely megőrizte az egykor benne élt ősember nyomát. Ennek az állításnak az ellenkezőjét bizonyítják a Csév felett, a Pilis hegy Ny-i oldalán található Chlapetz-barlangban és Névtelen barlangban múlt évben végzett ásatások. Az esztergomi turisták 1912. május 5-én éppen pihenőt tartottak a mexikói erdészlaknál, amikor Pilismarótról megérkezett Tirtsch Rezső főerdőmérnök társaságában a Földtani Társulat által kiküldött barlangkutató bizottság: Kadić Ottokár geológus, Bella Lajos régész és Bekey Imre Gábor. Másnap kezdték el átvizsgálni a barlangokat, amelynek meglepő eredménye lett.

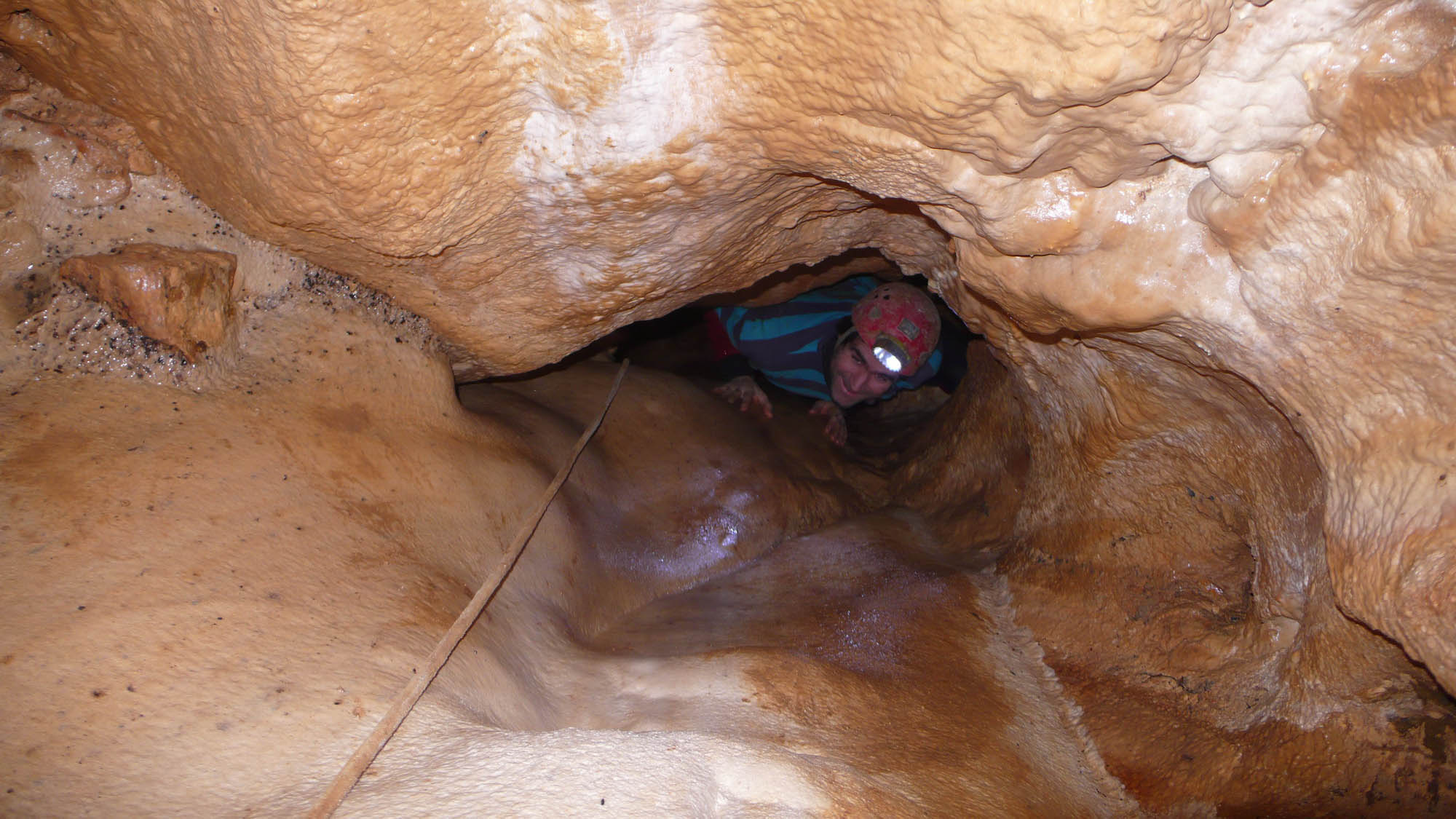
Leány-barlang, Leányálom-ág

A vallás- és közoktatásügyi miniszter által biztosított költségen három héten keresztül végzett ásatás sok neolit kori (nukleus, obszidián pengék, átfúrt állatfog, kőgyöngy, csontárak stb.), bronzkori és hallstatti kultúrájú leletet, leginkább cseréptöredékeket hozott felszínre. Ez annak a jele, hogy már évezredekkel ezelőtt is lakták emberek ezeket a barlangokat. De előkerültek középkori tárgyak is, pl. bronzlemeznyiradékok és lapocskák, amelyek hasonló nagyságúak voltak az azidőtájt készített pénzekhez. Sőt, állítólag két darab hamispénz is előkerült II. Lajos (1516–1526) és I. Ferdinánd idejéből. A barlangban tehát hamispénzverők tanyáztak. A Chlapec-barlanghoz hasonlóan nagy barlangból van néhány a megyében, amelyek átkutatása szintén fontos adatokat szolgáltatna Esztergom vármegye történelem előtti őskorához.
Az 1915. évi Barlangkutatásban meg van említve, hogy az É-ra néző bejáratú Klotild-barlang védett fekvése önmagában nem döntő jelentőségű annak a kérdésnek az eldöntéséhez, hogy lakott e ősember a Klotild-barlangban, mert a Kis-kevélyi-barlang szintén É-i fekvésű, sőt teljesen védtelen, de mégis ez a hely volt eddig Magyarország egyik leggazdagabb lelőhelye. A DNy-ra néző és ideálisan védett helyen lévő Leány-barlang és Legény-barlang kiásása bizonyíték volt arra, hogy ez utóbbi két barlangban sohasem tartózkodott diluviális ember.
Az 1920-ban napvilágot látott Budapest Duna-jobbparti környéke című kiadványban szó van arról, hogy a Legény-barlang tőszomszédságában, a Legény-barlangtól É-ra 50 lépésre, azonos magasságban helyezkedik el a tág bejáratú Leánybarlang, amely kisebb a Legény-barlangnál. A Leánybarlang előcsarnoka egy magasan húzódó, bal oldalon lévő üregbe, hátsó része pedig szűk lyukon keresztül egy többfelé ágazó csatornába nyílik. Az ásatások során találtak itt egy rendkívül érdekes, középkori hamispénzverő gépet és hamis pénzeket. A barlang felett elhelyezkedő Csévi-gerinc jó sziklamászóiskola. A legszebb mászás itt a Leánybarlang bal oldali, nagyon meredek és füves falán kezdődik. Akik a sziklamászások kikerülésével akarnak eljutni a felső sziklákhoz, azok a barlangtól jobbra, ahol nincsenek sziklák, tudnak felmenni a gerinchez.
Az 1920. évi Barlangkutatásban kiadott könyvismertetésben, amely a Budapest Duna-jobbparti környéke című könyvről szól, meg van említve, hogy a könyvben le van írva a Leány barlang. 1921-ben a Budapesti Egyetemi Turista Egyesület tagjai sok, Pilis-vidéken lévő barlang térképezését kezdték el, pl. elkészítették a Leánybarlang alaprajz térképét maguk szerkesztette teodolit segítségével. Az 1924-ben megjelent Budapest Duna-jobbparti környéke című kiadványban meg van ismételve az 1920-ban publikált könyv Leánybarlangot bemutató része.

### 1929

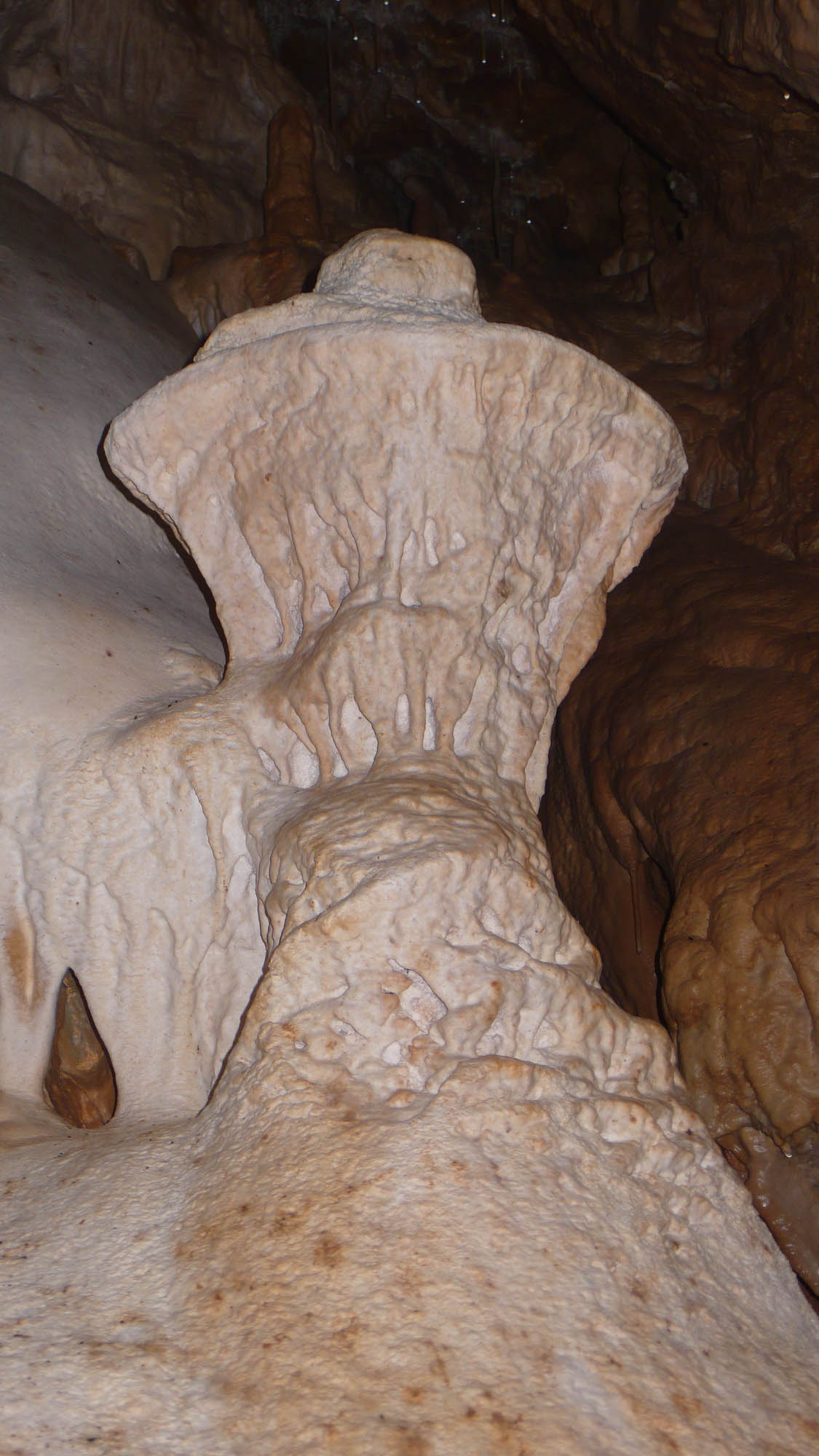
Állócseppkő a Leány-barlangban

A Turisták Lapja 1929. évi évfolyamában publikálva lett, hogy a Pilis hegységnek az a része, amely Esztergomtól Pilisborosjenőig húzódik és leginkább mészkőből, illetve dolomitból áll, egyéb természeti kiválóságai mellett főleg barlangjairól nevezetes. Ebben az évben fordulat állt be abban az ügyben, hogy egyrészt az érdekelt települések elöljárói, de leginkább a Magyar Turista Egyesület felismerve az itt lévő barlangok jelentőségét, kezdték sürgetni azok szakszerű kutatását. Így kezdődött el tavasszal a Csévi-barlang ásatása és amikor a nyári idény beálltával a munka itt ellanyhult, Kadić Ottokár Klastrompusztára ment, hogy elkezdje az ott található barlangok kutatását. Ehhez a vállalkozáshoz a Magyar Turista Egyesület adott Kadić Ottokárnak anyagi támogatást. Ez a segítség tette számára lehetővé azt, hogy egyrészt a Pilis hegységben egy korábban elkezdett, de abbamaradt barlangkutató munkáját folytathassa, másrészt pedig a Pilis hegységnek olyan kedves és bájos részével ismertette meg, ahová mindig szívesen fog visszatérni.
A klastrompusztai menedékháztól DK-re látható sziklacsoportban, a Chlapecban helyezkednek el a kutatáshoz kiválasztott, klastrompusztai barlangok, a Leány-barlang és a Legény-barlang. Háttérben vannak a Pilis hegy sűrű erdővel benőtt bércei, melyeket égnek meredő mészkőszirtek tarkítanak. A két barlang legkönnyebben úgy található meg, hogy a Pilisszántóról jövő barna és zöld jelzésű, vagy a Csévről jövő sárga jelzésű utakon haladva az útjelzőtábláknál a vörös és barna jelzésű útra kell rátérni. Ezen az úton az erdőben a Legény-barlangot jelző tábláig kell menni. Itt jobbra le kell térni és mély töbör peremén, részben hegyomlásból származó, mohával benőtt kőtömbök között haladva a Chlapec sziklafal aljához, majd ennek szélén felfelé kapaszkodva a Legény-barlang bejáratáig kell menni. Innen a sziklafal alján kb. 100 lépést kell gyalogolni a Leány-barlangig. A két barlangot legcélszerűbb a klastrompusztai menedékháztól megközelíteni, ahonnan 20 perc gyaloglással elérhetők.
Először Bekey Imre Gábor hívta fel Kadić Ottokárék figyelmét a klastrompusztai barlangok létére és 1911-ben, egy kiránduláson bemutatta azokat nekik. Mivel mindkét barlangot ásatásra alkalmasnak találták Kadić Ottokárék, ezért a Magyarhoni Földtani Társulat Barlangkutató Bizottság vezetősége megbízta Bella Lajost és Kadić Ottokárt, hogy a Magyar Királyi Vallás- és Közoktatásügyi Minisztérium által az Országos Régészeti és Embertani Társulatnak erre a célra kiutalt 1350 korona ásatási költséggel kezdjék el a kutatást. Így lett lehetséges, hogy 1912. május 5-től május 25-ig Tirts Rezső pilismaróti erdőtanácsos által helyben segítve a mexikói erdészlakból kiindulva ebben a két barlangban megkezdjék az ásatást.
Kadić Ottokár a Legény-barlangban vezette a részletes ásatást, Bella Lajos pedig a Leány-barlangban a kincsásók által kiásott anyagban kereste az őslénytani és ősrégészeti leleteket. Mindkét barlangban kielégítő volt az eredmény, mert rövid idő alatt megtelt egy láda neolit, bronzkori, hallstatti és középkori agyagedények töredékeivel, illetve állati és emberi csontokkal. Bella Lajos itt találta meg pénzhamisítók különböző eszközeit. Mert viszonylag vékony volt a Legény-barlangban a kultúrmaradványokat rejtő humuszréteg, ebben a barlangban befejezték az ásatást, a Leány-barlang részletes ásatására ezután került volna sor, de anyagi eszközök hiányában még nem történt meg az.

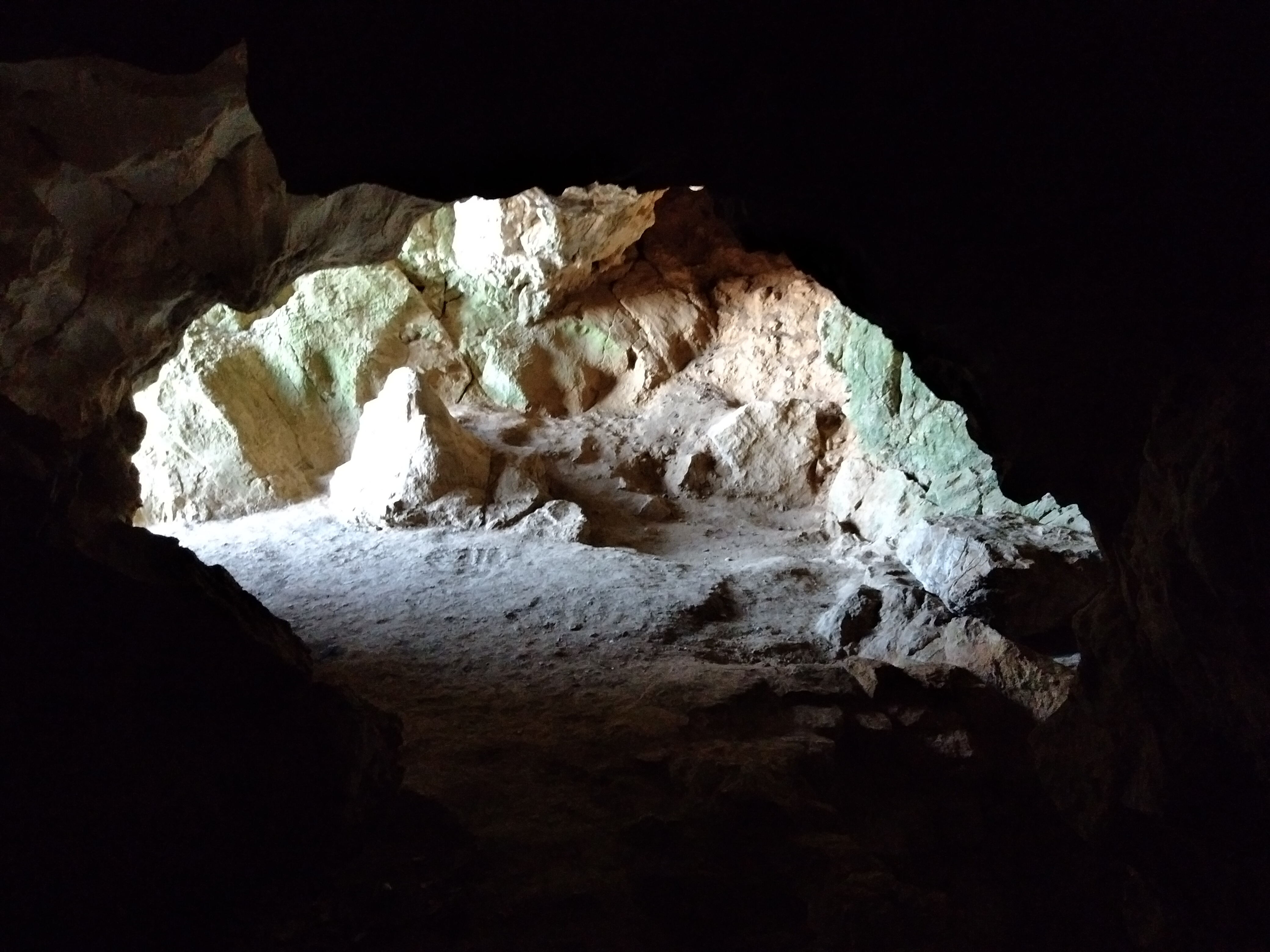
A Leány-barlang bejárati termének hátsó része

Közben a Budapesti Egyetemi Turista Egyesület megalakította barlangkutató szakosztályát és munkaterületéül a Pilis hegységben lévő barlangokat választotta. A munka elkezdődött és az ifjú, leginkább technikusokból álló barlangkutató turistacsoport, név szerint Györgyfalvay Dezső, Frank István, Fuchs Károly, Kessler Hubert, Kiss Gyula és mások elkezdték pl. a Leány-barlang feltárását és felmérését. Ezeknek a kutatásoknak szép eredményei lettek, de még nem lettek nyilvánosságra hozva. Mivel a Legény-barlangban annak idején be lett fejezve az ásatás, ezért a Pilis hegységben ezévben történt ásatásait a Leány-barlangban végezte Kadić Ottokár. A kutatást két irányba kell folytatni itt. Figyelembe véve azt, hogy az újabb kezdeményezés és az anyagi támogatás az egyik turistaegyesület részéről történt, itt főleg a turista szempontnak kell érvényesülnie. Ezért fontosabb az, hogy a barlang fel legyen tárva, le legyen fényképezve és rendezve legyenek a látványosabb részei úgy, hogy azokhoz a nagyközönség is könnyen hozzáférhessen.
Az utóbbi munka azonban csak úgy hajtható végre helyesen, ha a néhány üregben összegyűlt laza anyagok, humusz, kőtörmelék, agyag és sziklák olyan módszerekkel vannak eltávolítva a barlangból és elhelyezve, hogy a tudományos, részletes ásatások módszereinek megfeleljen. Ez tehát olyan terület, ahol a tudománnyal találkozik a turizmus. Ha külön van elvégezve a két feladat, akkor egyik árthat a másiknak, ha pedig közösen van elvégezve a két feladat, akkor ugyanazzal a munkával és ugyanazzal az anyagi áldozattal mindkét szempontnak egyaránt hasznára válik. Az első feladatot, a barlang feltárását már elvégezték a technikus kutatók, emiatt az egyes részek felfedezésének dicsősége az övék. A munka megkezdésekor kérte Kadić Ottokár a technikus kutatókat, hogy vele együtt folytassák ezen a nyáron a felmérő munkát. De mivel mindegyikük mással volt elfoglalva, ezért ebben a munkában helyettük Freissler Károly, Kiss Miklós és Schőnviszky László segítettek neki. Az általuk bejárt és részben felmért barlangrészek be vannak mutatva a mellékelt térképen és le vannak írva a publikációban.

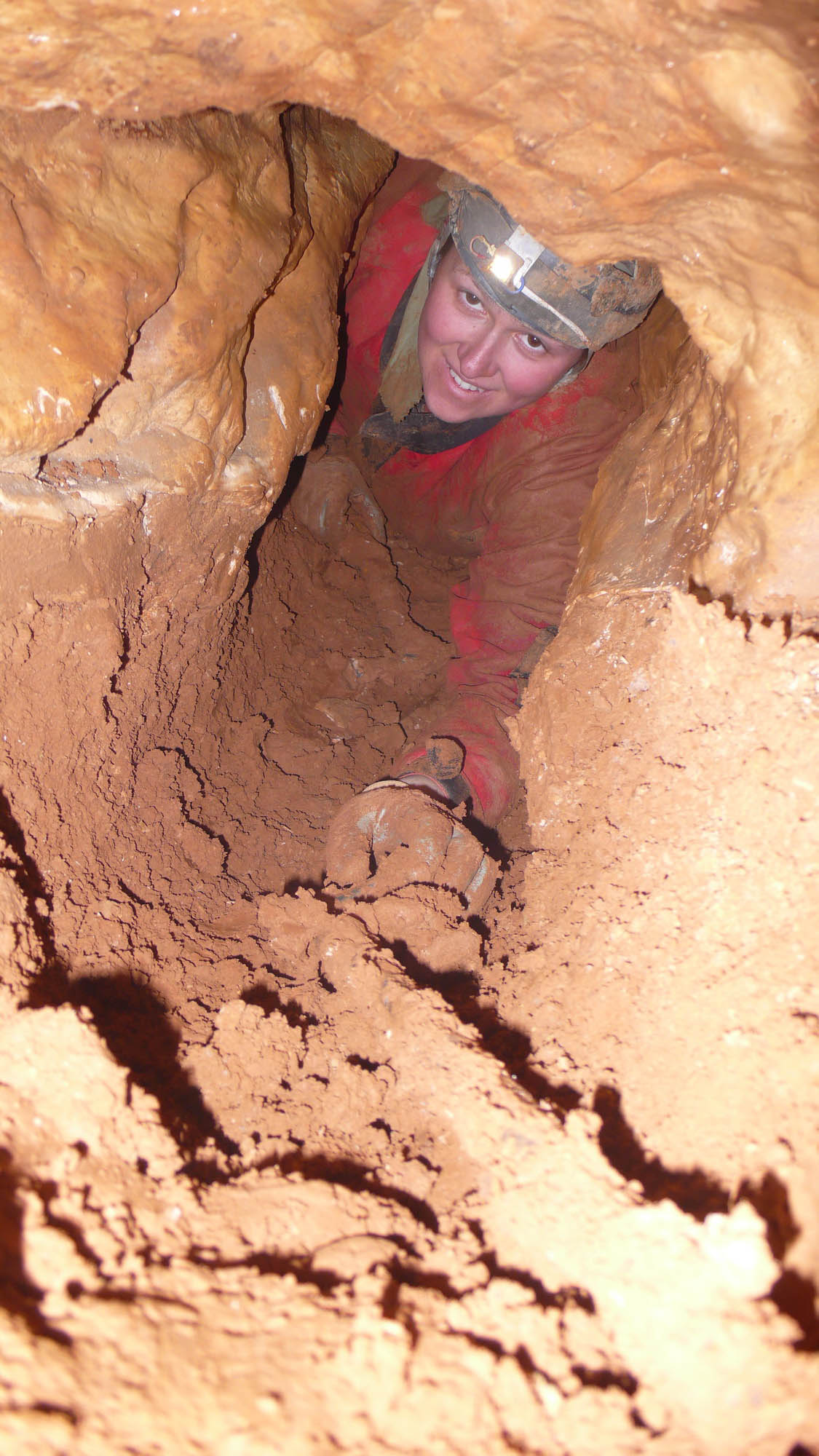
Egy szűk átjáró kibontása a Leány-barlang Leányálom-ágában

A most létrehozott turistaúton és kőlépcsőkön felmenve egy vízszintesre kiegyengetett térségre, az ásatás miatt kialakult meddőhányóra lehet érkezni. Az első látvány, ami itt a látogató elé tárul, nagyon meglepő. Ez a hatalmas, D-re dőlő hasadék a barlang nyílása, a Bejárat. Szemben 40° alatt dőlő, magasra felszökő rétegpadok helyezkednek el. Ezeknek, lefelé függőleges szirteket képezve, leszakadt a külső széle, zeg-zugos peremét pedig bokros növényzet és borostyán borítja. A barlang valójában csak kissé beljebb kezdődik, ott, ahol a lejtős mészkőpadok fölé is ferde mennyezet borul és tetőszerűen elfedi a Bejárat hátsó részét. A Bejárat befelé haladva szűkül és az itt összegyűlt, breccsaszerűen összecementált mészkőtömbök és mészkőtörmelék magas párkányt alkotnak. Ez a barlang Kapuja. Az idei ásatások során ez a szilárd kőgát le lett bontva és most 0,5 m-es küszöbön keresztül lehet bemenni a barlangba.
A küszöböt átlépve lehet bejutni a Pitvarba. Bal oldalon szélestalpú cseppkőképződmény látható, amelynek felső részén néhány kis állócseppkő ül. A terem falain és mennyezetén megfigyelhető kisebb-nagyobb kivájások és a mennyezet közepén felnyúló szűk kürtő arról tanuskodnak, hogy alapos munkát végzett itt a víz a kémiai és a mechanikai hatásai miatt. Mindezt fehér cseppkő fedte be, ott pedig, ahol a terembe szűrődik a nappali fény, különböző árnyalatú zöld moszatok borítják be a falat. Naplementekor a Pitvarba behatoló napsugarak ezt a mesebeli kis üreget tündéri módon világítják meg. Ebbe a pompás kis terembe torkollik a barlang összes mellékürege. A Pitvar hátsó részében nyílik a DNy-ra tartó Oldalsó terem, amely a végén felfelé hajlik és alacsony, szűk nyíláson keresztül kisebb üregben, az Alacsony-üregben ér véget. Az ebben a teremben összegyűlt humuszkitöltés tetején itt-ott talált csontok és cserépedény töredékek azt bizonyítják, hogy ősrégészeti tárgyak vannak a barlangnak ebben a részében is.
A Pitvar K-i falának felső részében van egy második nyílás, amely felfelé egy kis üregbe, a Felső üregbe vezet, ahonnan szűk folyosón keresztül nagyon nehezen járható, nagy kiterjedésű barlangszakasz érhető el. Ennek a bonyolult barlangszakasznak a végső üregeibe még nem sikerült bejutniuk Kadić Ottokáréknak, ezért a legközelebbi feladatok közé tartozik ennek további feltárása és felmérése. Kissé beljebb, a Felső üreg bejárata mellett lévő sziklatömbök között vezet a mélybe egy szűk nyílás. Ezen a szűk nyíláson átvergődve és lejtős sziklán lefelé csúszva mélyebb szinten elhelyezkedő, tág, hosszú terembe, az Alsó terembe lehet érkezni. Ennek a teremnek az ÉK-i fala több méter mély felfelé hajló kiszögelléssel bővül, K-i irányba 15 m hosszú, alacsony, szűk folyosóvá válik, amely kitágul a végén, magasabb lesz és kőtömbökkel van kitöltve. Ezért ezt a részt Omladék-üregnek nevezték el Kadić Ottokárék.
A terem elülső részének D-i falában van egy nyílás, amely a lefelé tartó hosszúkás, DK-ről ÉNy-ra nyúló szabálytalan alakú és ezért Zegzúgos-teremnek nevezett barlangrészbe visz. Hason lefelé csúszva lehet elérni ennek a teremnek a belső végét, ahonnan D-i irányba a meredeken lejtő Kürtő nyílása helyezkedik el. Itt kötélen kell leereszkedni a barlang legmélyebb és legtágabb szakaszába. A Kürtőig tart a Kadić Ottokár által átvizsgált és felmért barlangrész. Nem volt kötélhágcsó Kadić Ottokárnál és ezért nem ereszkedett le ebbe a mély barlangrészbe. Schőnviszky László és Kiss Miklós viszont kötélen leereszkedtek és ennek a barlangrésznek az összes üregét bejárták és felmérték. Ezeknek a méréseknek az alapján készített alaprajz és szelvények szerint a kürtő meredeken lejtő falon át a mélységbe nyúló, széles és tág Nagy-csarnokba vezet, amelynek K–Ny-i irányban terjedő hosszúsága 20 m, az É–D irányú szélessége pedig 15 m.

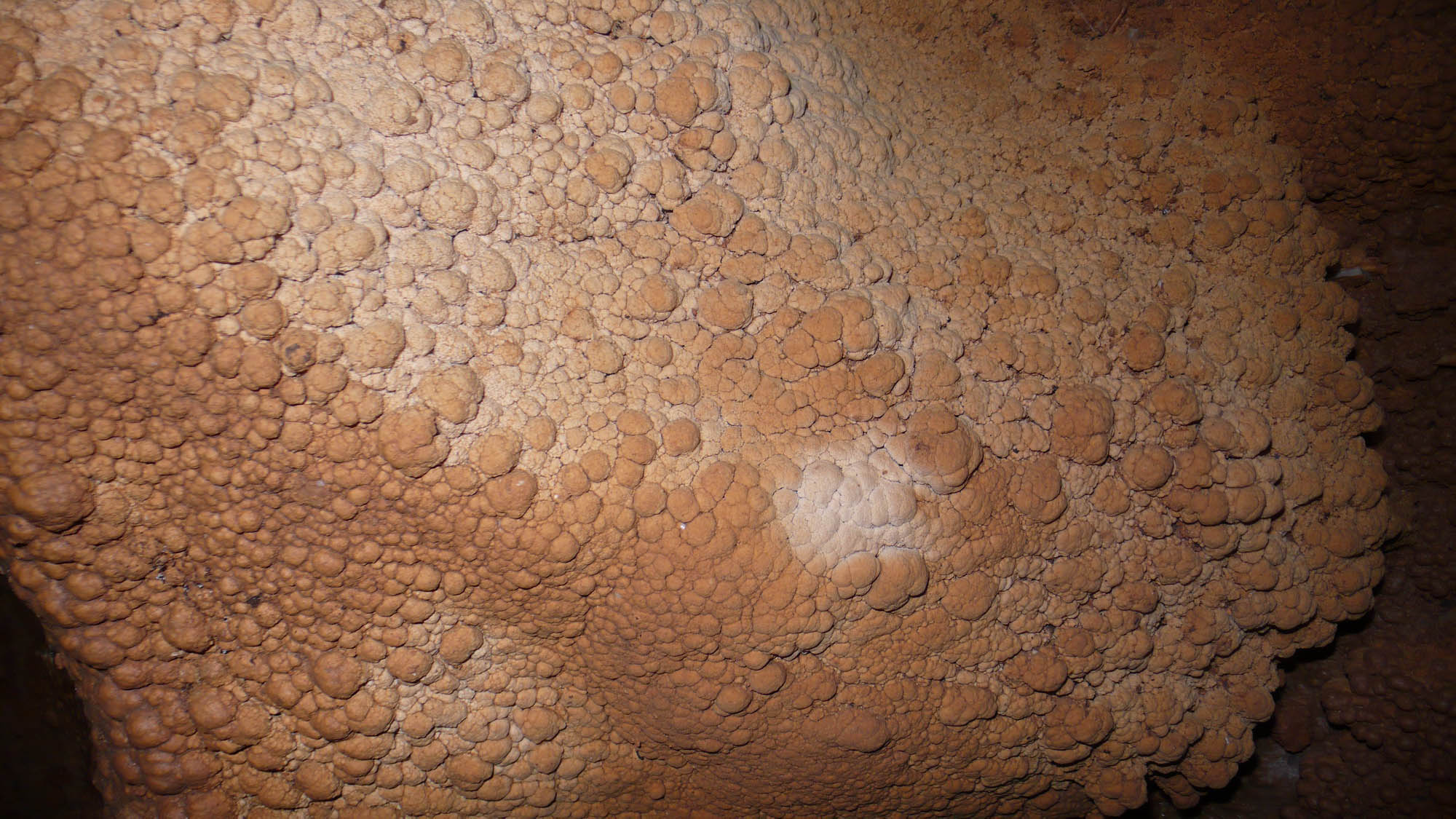
Képződmények a Leány-barlangban lévő száraz tómederben

A csarnok szélességében felvett szelvény lejtős üreg metszetét mutatja, amelynek alja a mennyezettel majdnem párhuzamosan halad, a hosszában felvett szelvény viszont töbörszerű üregre hasonlít, vagyis Ny-i és K-i falai felfelé hajlanak. A csarnok K-i csücske a 2 m széles és 2 m magas Gádoron át egy további, DK-re haladó 15 m hosszú és néhány helyen ugyanolyan széles, szabálytalan körvonalú második csarnokba, a Mély-csarnokba vezet, amely először enyhén, majd meredeken lefelé hajlik a mélységbe. Az ásatás egyelőre a Bejáratot és a Pitvart érintette. Ezek a barlangrészek leginkább humusszal, kőtörmelékkel, sziklákkal és barlangi agyaggal voltak kitöltve. Mivel itt átlag 2 m mélyre, vízszintesre ásták le a kitöltést, ezért nagyobb lett a nevezett üregek terjedelme.
Őslénytani és ősrégészeti tárgyak csak a felső szürke és fekete humuszban voltak, míg az alatta lévő lateritszerű világosbarna agyag meddő volt. Itt leginkább a neolit, vagyis a fiatalabb kőkori ember durván megmunkált cserépedényeinek töredékeit, néhány csontárat, egy szarvasagancsból készített, finoman csiszolt és fokán oválisan átlyukasztott kőfejszét és egy csiszolt kőbalta töredékét találták. Ezekkel a tárgyakkal együtt néhány emberi csontot és konyhahulladékot, nevezetesen sok emlős- és madárcsontot gyűjtöttek. Bella Lajos 1912-ben gyűjtött anyagát kiegészíti ez az anyag és mindkettő közösen a magyar őslénytani és ősrégészeti tudományt újabb fontos adatokkal gazdagítja. A barlang tudományos kutatása még nincs befejezve az ásatással. A legközelebbi feladat az lehetne, hogy a Pitvar hátsó része, ahol a kövek közül sok cserépedény töredék lett kikaparva, hasonlóan fel legyen ásva.

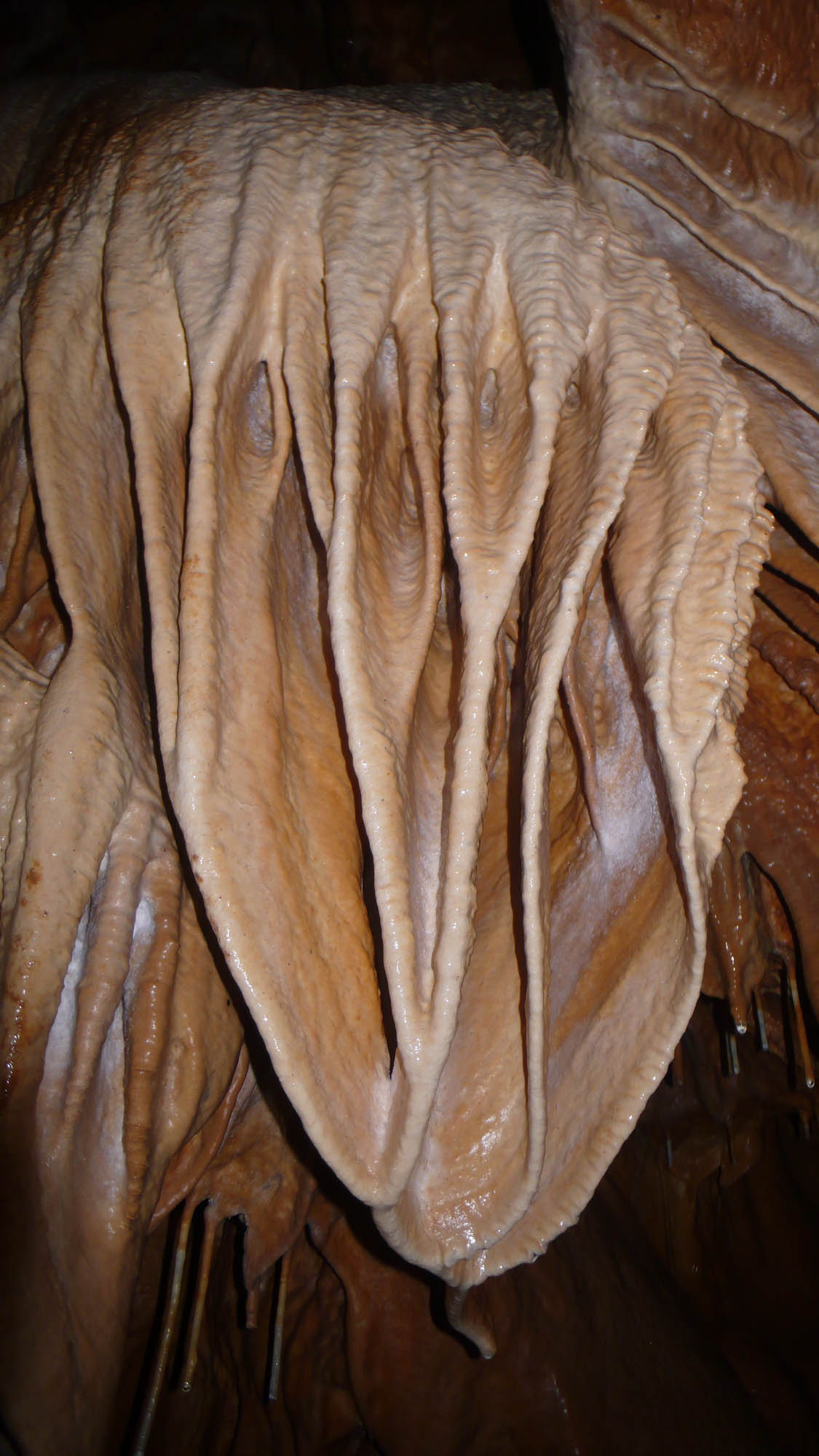
Cseppkőmedúza a Leány-barlang Leányálom-ágában

A Pitvarba nyíló üregek humuszlerakódásaiban, nevezetesen az Oldalsó terem, az Alacsony üreg, az Alsó terem és a Zegzúgos terem humuszában még sok szép történelem előtti lelet rejtőzik. Az ezekben a barlangrészekben lerakódott anyagok részletes kiásatása nemcsak a tudománynak hasznos, hanem a barlang fel lesz tárva turisztikai szempontból is. Ebből a szempontból különösen a Pitvar hátsó részének és a Zegzúgos teremnek a felásatása lesz fontos, mert csak ezek megtisztítása után lehet megtudni, hogy az Alsó terem és a Zegzúgos terem nyílása lesz-e elég magas ahhoz, hogy azokban legalább hajolva lehessen járni. Ha ezen a két helyen a közlekedés kényelmessé válik, akkor ezt a látványos barlangszakaszt megfelelő kiépítéssel a nagyközönség számára is meg lehet nyitni és ezzel Magyarország új természeti látványossággal gazdagodna. A tanulmányhoz mellékelve lett a Leány-barlang (Kesztölc, Esztergom vármegye) 1929-ben készült alaprajz térképe. A térképen római számokkal jelölve vannak a barlang részei. A térképhez tartozó szöveges részben olvashatók a barlangrészek nevei.

### 1931–1962
A Turisták Lapja 1931. évi évfolyamában megjelent, A pilisi hegyvidék barlangjai című tanulmány szerint Bekey Imre Gábornak az állandó agitációjával sikerült hamar 1000 koronát szereznie és ezen a pénzen Bella Lajos és Gerecze Péter a Pilis hegy Ny-i oldalán, Klastrompuszta felett lévő Leány-barlangban és Legény-barlangban ásatást végezhettek. A Legény-barlangtól É-ra 50 m-re van a Leány-barlang. A barlangnak csak egy részét ásta ki Bella Lajos, aki ebben a barlangban a Legény-barlanghoz hasonlóan szintén nem talált őskori embernyomokat. Talált egy finom művű római bronzfésűt, hun és magyar kardokat, valamint a középkorból származó eszközöket, amelyek alkalmasak pénzhamisításra. A Turisták Lapja 1931. évi évfolyamában lévő A turistaság és a hazai barlangkutatás című cikkben meg van említve, hogy tavaly történt az, hogy elhatározta a Magyar Turista Egyesület a klastrompusztai menedékháza közelében nyíló Leány-barlang turista feltárását és mivel ez a feltáró munka csak néhány rész tervszerű felásatásával történhetett, ezért anyagi áldozatot hozott, hogy megvalósulhassanak ezek az ásatások.
Az 1931-ben napvilágot látott, Természetvédelem és a természeti emlékek című könyvben az szerepel, hogy a Leány-barlang a Legény-barlang tőszomszédságában van. Tág bejáratán keresztül egy kisebb csarnokba lehet jutni, amelynek végén egy szűk nyílás vezet a barlang belső üregébe. Jelenleg még csak turisztikailag érdemes megemlíteni. A 4. számú lábjegyzetben lévő oldalszám 21 helyett 71. Az 1932-ben kiadott, Az Aggteleki cseppkőbarlang és környéke című könyvben a Pilis hegység és a Visegrádi-hegység barlangjai között említve van a Leány-barlang, amely a Legény-barlang tőszomszédságában helyezkedik el. A Leány-barlang 2 publikáció alapján lett említve.
Az 1932-ben napvilágot látott, Természetvédelem és a természeti emlékek című könyvben meg van ismételve a könyv 1931. évi kiadásának Leány-barlangot tárgyaló része. Az 1935. évi Erdészeti Lapokban szó van arról, hogy a Legény-barlang mellett, attól É-ra van egy kisebb barlang, a Leány-barlang, amelyben az ásatások során nagyon érdekes leleteket találtak: régi hamispénzverő gépet és hamis pénzeket. Az 1937. évi Földrajzi Közleményekben meg van említve, hogy a Pilis hegy Ny-i oldalában két kisebb barlang is van: a Leány-barlang és a Legény-barlang. Különös, hogy eddig nagyobbat és többet nem fedeztek fel a hegy hatalmas mészkőtömegében.

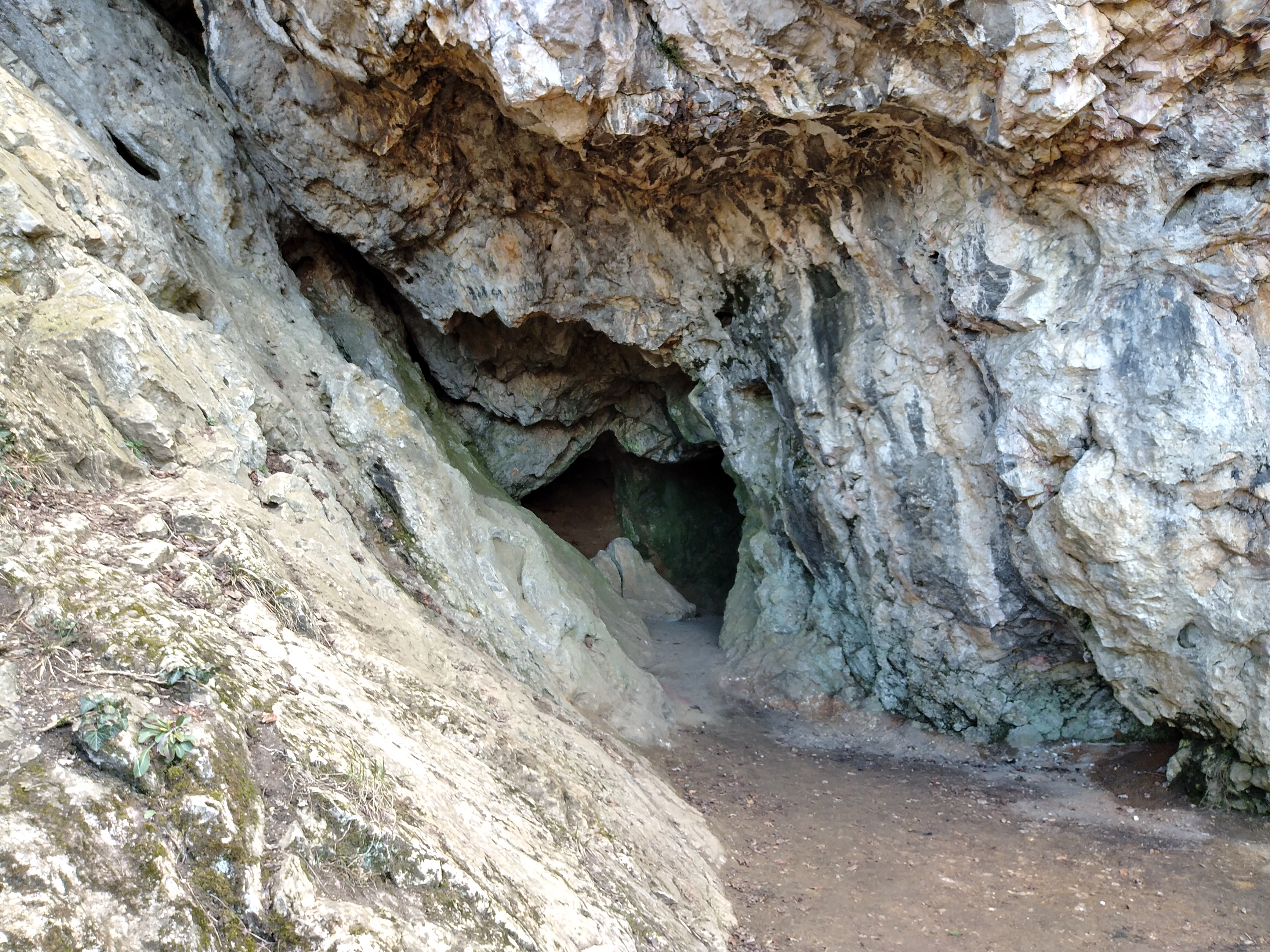
A Leány-barlang bejárati terme

A Turisták Lapja 1937. évi évfolyamában ismertetve van, hogy a Leány-barlang Csév határában, a Pilis hegy Ny-i sziklakiugrásában, a Csévi-szirtekben található. A Pilis-nyereghez vezető Vörös út jobb oldalán elhelyezkedő hatalmas töbrök előtt kiágazó jelzett turistaösvény előbb a Legény-barlanghoz, majd tovább haladva a Leány-barlanghoz vezet. A dachsteini mészkőben kialakult Ny-ra tekintő, hatalmas, a kőzet dőléséhez igazodó bejárat egy előcsarnokba vezet, melynek bal oldali hátsó falából érdekes, csőszerű járatba lehet jutni. A jobb oldali kis üreg kivételével az előcsarnok végéből levezető kis lyukon átbújva a barlang néhány hatalmas csarnokból álló része járható be. Ajánlott ezen a részen kötelet használni. A mellette lévő Legény-barlanggal együtt 1912-ben indult el a barlang régészeti feltárása. De az akkori ásatás leginkább a kincsásóktól feltúrt réteg átvizsgálásából állt. Az elkezdett ásatást a Magyar Turista Egyesület támogatásával Kadić Ottokár 1929-ben folytatta. A sok hallstatti és újkőkorszaki cserépedény, csonteszköz között leginkább egy átfúrt csontfejsze és egy szépen csiszolt kőbalta voltak érdekesek. A Leány-barlang előtt elhelyezkedő Legény-barlangot is, ahogy a Leány-barlangot Kadić Ottokár és Bella Lajos 1912-ben ásatták fel.
Az 1937-ben megjelent és Szeghalmy Gyula által írt könyvben szó van arról, hogy a Pilis-csoport említésre méltó egyik barlangja a Leány-barlang. A Pilis-masszívum omladékos Ny-i oldalában, a csévi határhoz tartozó Legény-barlang és Leány-barlang érdekessé teszik a területet. Mindkettő jól karbantartott úton elérhető és mindkettő dachsteini mészkőben jött létre. 5 m magas és 6 m széles a Legény-barlang bejárata. A Leány-barlangé kicsivel kisebb. A két barlang előcsarnokaiból a tulajdonképpeni barlangjáratba egykor szűk nyílások vezettek, de jelenleg ezek már ki vannak tágítva és ezért kényelmesen megfigyelhetők.

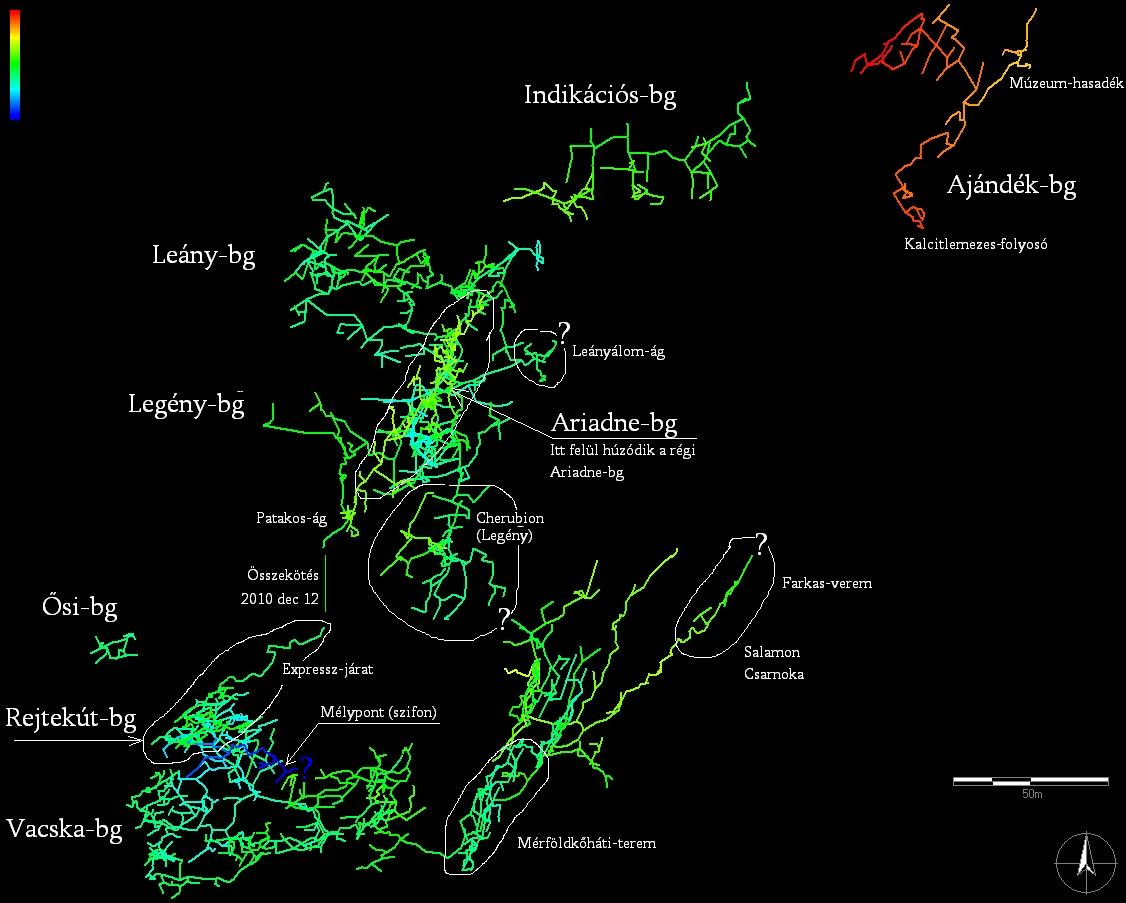
A Csévi-szirtek hosszú barlangjainak poligontérképe

A barlang menedékhelye volt az ősembernek a kő- és bronzkorban. Ezt bizonyítják ugyanis a vastag barlangi agyag, kőtörmelék és denevérguanó alól előkerült prehisztorikus leletek, amelyeket lelkes kutatók fedeztek fel néhány évtizeddel ezelőtt. Ekkor kerültek elő a Leány-barlang talajából egy középkori hamispénzverő műhely maradványai. IV. Béla tatárjárás utáni dénárainak durva utánzatai a barlangban talált pénzek. Ezért a barlang minden bizonnyal egyik rejtekhelye volt a tatárjárás utáni zűrös időkben elszaporodott hamispénzverőknek. A könyv másik részében meg van említve, hogy a csévi barlang leletei azt igazolják, hogy a csévi barlangot az újkőkorszakban és a bronzkorban lakta a barlangi ős. Szeghalmy Gyuláéknak a Szopláki-ördöglyukban pihenve eszébe jutott, hogy nem a Szopláki-ördöglyuk az egyetlen barlang a környéken. Sőt, barlangok egész csoportja van errefelé (pl. a Csévi-barlang, a Macska-barlang, a Klotild-barlang és a Pilis hegy túlsó oldalán lévő Csévi-szirtekben keletkezett Leány-barlang és Legény-barlang). A Leány-barlangnál és a Legény-barlangnál lejjebb helyezkedik el a Csévi-barlang.
A Természetbarát 1938. évi 5–6. számában szó van arról, hogy a Pilis hegység barlangjaiban történt ásatásokkal (pl. Leány-barlang) megtalálták a neolitikum ősemberének sok edénymaradványát és tűzhelyét. Az 1941-ben napvilágot látott Magyar turista lexikonban külön szócikke van a barlangnak. A kiadvány szerint a Pilis hegységben, Klastrompuszta közelében, a Legény-barlangtól kb. 50 lépésre helyezkedik el a Leánybarlang, amely kisebb mint a Legény-barlang. A Leány-barlang előcsarnoka egy magasan húzódó üregbe és szűk lyukon keresztül egy csatornába nyílik, amely többfelé ágazik. Az ásatásokkal a barlangból előkerült egy középkori hamispénzverőgép és hamis pénzek. A barlang felett van egy kiváló sziklamászó-iskola. Az Országjárás 1942. évi évfolyamában meg lett említve, hogy a Pilis hegységben körülbelül 30 barlang van és ezek között a két csévi barlang is jelentős.
Az 1943. évi Barlangvilágból megtudható, hogy 1943. március 13-tól 15-ig Bertalan Károly, Albert Béla, Szenes János és Szántho Róbert barlangtani kutatásokat végeztek Klastrompuszta környékén, amelynek során bejárták a Leány-barlangot. A Természettudományi Közlöny 1943. évi 230. pótfüzetében az olvasható, hogy a természetvédelemről szóló 1935. IV. tc. alapján az Országos Természetvédelmi Tanács 1939-ben történt létrejötte óta a földművelésügyi miniszternek a vallás- és közoktatásügyi miniszterrel egyetértve hozott határozatai alapján az Országos Természetvédelmi Tanács javaslatára törvényes védelem alá került pl. a Pilisszentlélek (Esztergom vármegye) határában, a Magyar Katolikus Vallásalap tulajdonában lévő 57,72 kataszteri holdnyi véderdő a benne elhelyezkedő mészkősziklákkal, a Leány-barlanggal és a Legény-barlanggal, illetve a buhu fészkelőhelyével (1942. július 28-tól a 90.831/1942. számú FM határozattal).
A Magyar Állami Földtani Intézet 1943. évi jelentésében szó van arról, hogy a szerkezeti mozgásokkal kapcsolatos hévízfeltörések következményeként jött létre a Leánybarlang, amely a Legény-barlangtól kb. 100 m-re helyezkedik el. A Turisták Lapja 1943. évi évfolyamában publikált, Vastagh Gábor által írt levél szerint a budapesti turistákat a Pilis hegység helyei közül leginkább pl. a Pilisszentlélek határában fekvő véderdőben található mészkősziklák (a Leány-barlanggal és a Legény-barlanggal) érdeklik. Ezek a mészkősziklák azért lettek védettek, mert itt fészkel egy ritka madárfaj (buhu). A Leány-barlang és a Legény-barlang, illetve a Pilis hegységben lévő sok másik hely pedig valószínűleg azért lettek védettek, mert (a törvény szerint) különlegesen érdekesek, vagy tájképi szépségük miatt a természetélvezet (turistaság, kilátás, tartózkodás), illetve testedzés szempontjából különösen értékesek.
Az 1948-ban kiadott, Szegő István által írt útikönyvben az van írva, hogy a Legény-barlangtól É-ra 60 lépésre van a Leány-barlang bejárata, amely a Legény-barlangnál kisebb, de szintén tág bejáratú. A Leány-barlang előcsarnoka egy magasan húzódó, bal oldali üregbe nyílik, alsó folytatása pedig egy szűk lyukon át kapcsolódik egy többfelé ágazó csatornaszerű mélyedéshez. A barlangban végzett ásatások során előkerültek pl. különféle hamis pénzek és egy középkori hamispénzgyártó gép. Jó sziklamászási lehetőségeket nyújt a két barlang felett meredező Csévi-szirtek. A barlangokat jobbról megkerülve megközelíthető mászás nélkül is a szirttető.
Az 1948. évi Hidrológiai Közlönyben meg van említve, hogy a Dunántúli-középhegységben található magasan elhelyezkedő forrásbarlangi nyílások közül az egyik a pilisi Leány-barlang (200 m viszonylagos magasság). A Pilis-csoport kiemelkedésének egyik állomása az volt, amikor a hasonló magasságban fekvő Leány-barlang, Legény-barlang és Pilisszántói-kőfülke voltak az erózióbázis szintjéhez közel és aktív forrásbarlangként működtek. Ezek a barlangok túlságosan nagyok ahhoz, hogy a Pilis alján jelenleg fakadó források csekély vízhozamának megfelelő vízmennyiséggel magyarázzuk kialakulásukat.

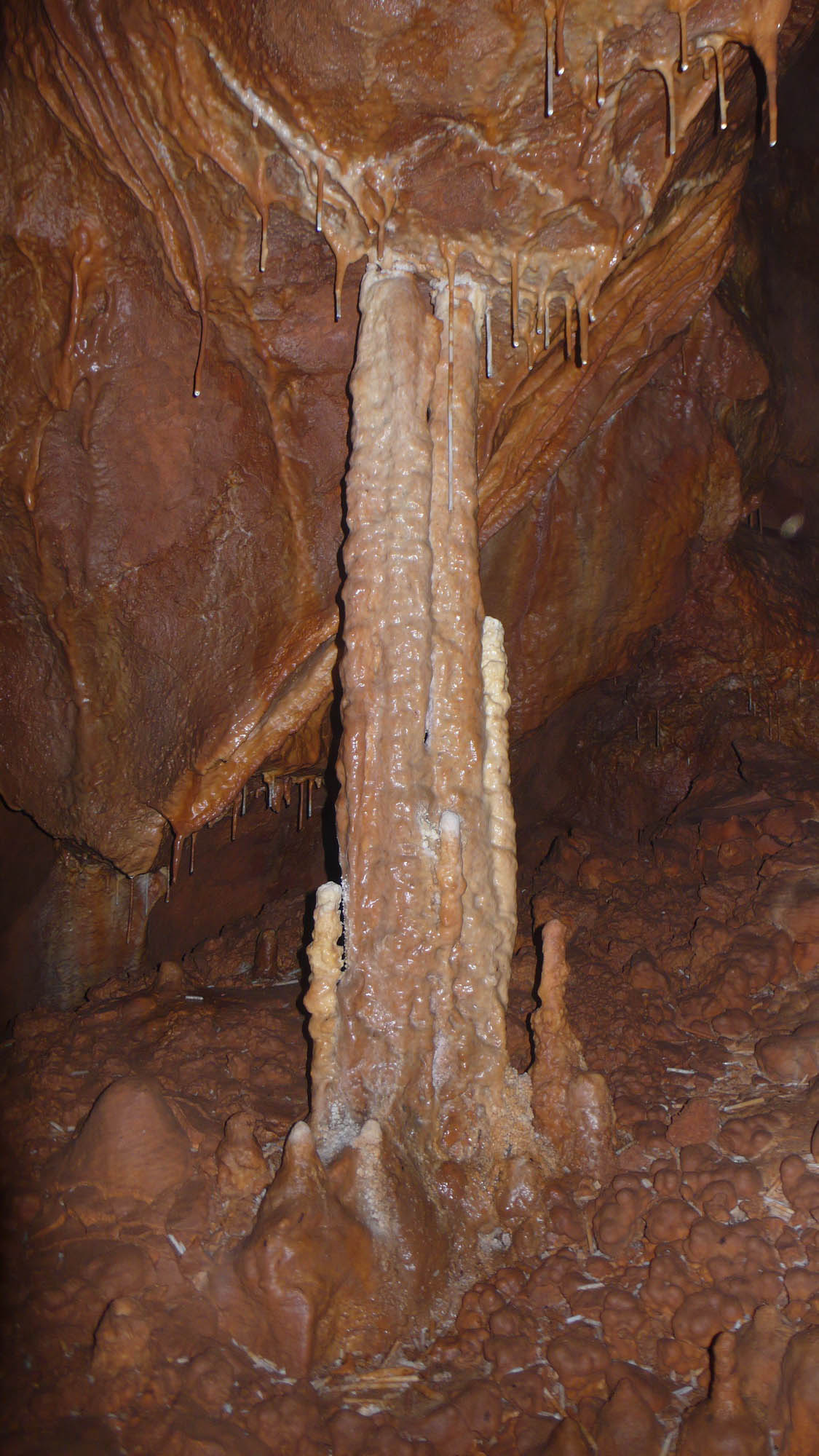
Összenőtt cseppkőgyertyák a Leány-barlangban

Elképzelhető, hogy a közönséges, hideg karsztvíz mellett hévizek vagy langyos vizek is okozhattak itt oldást átmenetileg. Ezeken a barlangokon kívül több kisebb, főleg már elpusztult forrásbarlang ismert a Pilisszántói-kőfülke környékén, valamint a Pilis hegy másik oldalán lévő Leány-barlang és Legény-barlang környékén (Csévi-szirtek, klastromi szirtek). Ezen kívül sok helyen megvan a karsztvíz régi szivárgásának nyoma, ott, ahol szűkebb keresztmetszetű karsztvizes járatok sokasága nyílik a meredek sziklafalakon. Ezek a nyílások is pont a sziklafalak és a Leány-barlang, Legény-barlang és Pilisszántói-kőfülke környékén vannak. Ez a szintköteg, ahol a forrásbarlangok és régi vízkilépések találhatók, jelenleg 400–450 m tszf. magasságban és a legközelebbi völgyfenék felett 200–250 m-re van.
Az 1953. évi Földrajzi Értesítőben lévő, Láng Sándor által írt tanulmányban szó van arról, hogy a Csévi-szirtek alatt elhelyezkedő nagykiterjedésű barlangok át vannak vizsgálva (Leány-barlang, Legény-barlang). A Leány-barlang tág üregének a Legény-barlangtól É-ra kb. 80 lépésre, ugyanannak a sziklafalnak a tövében, azonos magasságban van a bejárata. Nagyon fel van töltődve a barlang. Többágú üregrendszer nyílik elülső csarnokából. Balra egy magasabban található kisebb üregbe vezet az út. A befelé lejtősödő előcsarnok jobb oldali benyílójából egy nagyon lejtő, csavarodó és keskeny folyosó vezet egy szűk és függőleges aknába. A barlangban nem találták meg a pleisztocén ősember nyomát, de karsztbreccsa és mésztufa sincs a barlangbejárat környékén. A bejárat felett, kissé É-ra, a sziklafal nehezen megközelíthető részén megfigyelhető egy elpusztult barlang majdnem kör alakú nyílása.
A Leány-barlang Leél-Őssy Sándor szerint valószínűleg hévizes forrásbarlang, amely napjainkra nagyon feltöltődött. A hévizes tevékenység megszűnése után itt ugyanúgy átalakított néhány részt a hideg karsztvíz a Legény-barlanghoz hasonlóan. Tektonikus hasadékok mentén oldódott ki mindkét barlang. Bejáratuknál a hévizes nyomok és oldásformák ma már nem nagyon láthatók. Ez amiatt van, hogy itt a sziklafelszínt a glaciális és jelenkori hőmérséklet-ingadozások már nagyon lepusztították. A Pilis-csoport forrásbarlangjai nagyon magasan húzódnak. Némelyik a legközelebbi erózióbázis szintje felett 200 m-rel magasabban van, pl. a Leány-barlang, a Legény-barlang, a Pilisszántói-kőfülke és a Csévi-barlang. A sziklafal aljától mérve ezek a barlangok a törtlejtő homorú része felett 50–100 m-es viszonylagos magasságban helyezkednek el. A publikációban lévő 6. ábrán, a Pilis hegy hosszmetszet térképén látható a Pilis hegyen lévő barlangok körülbelüli földrajzi elhelyezkedése. A rajzon megfigyelhető a Leány-barlang földrajzi elhelyezkedése. A 10. ábrán, a Kesztölc és Klastrompuszta között lévő kaptura körülbelüli földrajzi elhelyezkedését bemutató rajzon látható a Leány-barlang földrajzi elhelyezkedése.
Az 1961. évi Karszt- és Barlangkutatóban lévő áttekintésben meg van említve, hogy a Kadić Ottokár Barlangkutató Csoport 1961-ben méréseket végzett a barlangban. A Karszt- és Barlangkutatási Tájékoztató 1962. január–februári számában meg van említve, hogy 1961-ben a klastromligeti kutatótáborozáskor a Kadić Ottokár Karszt- és Barlangkutató Szakosztály egyik munkacsoportja a barlangnál geodéziai felmérést végzett. A márciusi számban közölve lett, hogy a szakosztály egyik munkacsoportja 1961-ben geodéziai mérést végzett a barlangnál. A Legény-barlang és a Leány-barlang bejáratát kapcsolták össze a tagok poligonméréssel, hogy a bejáratok magasságát, irányát és egymás közti távolságát rögzítsék, mert a két barlangról eddig csak két különálló és különböző méretarányú térkép állt rendelkezésre. A mostani mérés alapján a két barlang egymáshoz kapcsolt és tájolt térképét akarták megszerkeszteni. A Leány-barlang bejáratának bal oldali, magasba nyúló járatához új bejáratot alakítottak ki a felszínről, és az onnan kezdődő eddig fel nem mért barlangrészt fárasztó munkával szintén felmérték.

### 1964–1992
Az 1964-ben megjelent, Az országos kék-túra útvonala mentén című könyv szerint Klastrompuszta környékének érdekessége a Leánybarlang és a Legény-barlang. A piros négyzet jelzésű turistaúton fél óra alatt lehet eljutni a Pilis-tető Ny-i oldalában, meredek sziklák között, kb. 420 m tszf. magasságban nyíló barlangokhoz. A Leánybarlang kb. 200 m hosszú és kb. 20–25 m mély. Középkori hamispénzverő gép és hamis pénzek kerültek elő belőle az ásatásakor. Találtak benne egy szarvasagancsból készült, finoman csiszolt fejszét is. A két barlang 57 hold kiterjedésű környéke természetvédelmi terület. Ebben a védett barlangkörzetben fészkel uhu is. A védett területhez kívánják csatolni Klastrompusztát a közeljövőben. Vértes László 1965-ben kiadott könyvében meg van említve, hogy a Leány barlang és a Legény-barlang felett nyílik a Bivak-barlang.

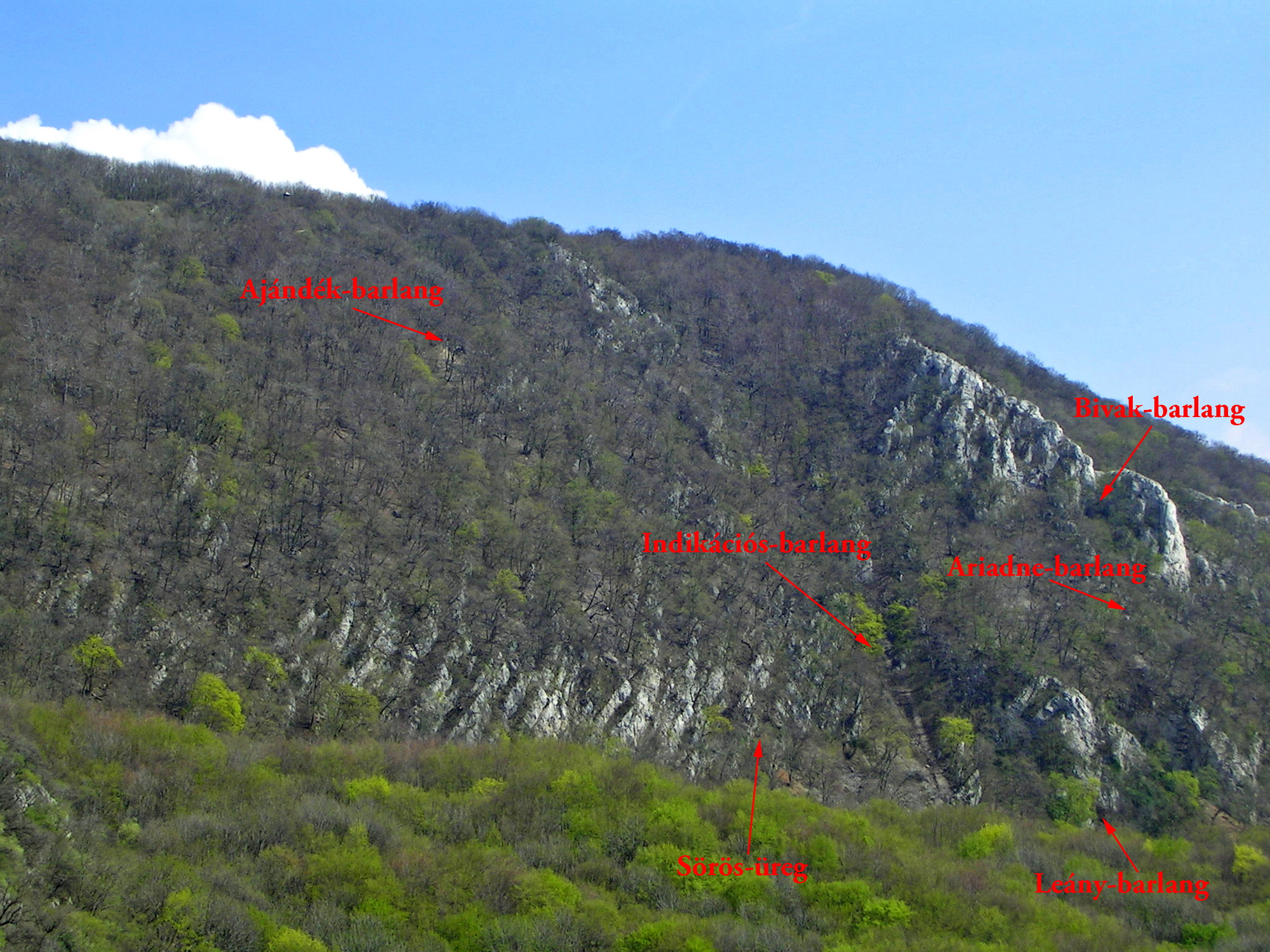
A Csévi-szirteken lévő néhány barlang bejáratának elhelyezkedése

Az 1967-ben napvilágot látott útikalauzban az van írva, hogy a Pilis-tető Ny-i oldalában, Klastrompuszta felett, a Csévi-szirtek között, 420 m tszf. magasságban, egymás közelében nyílik a Leány-barlang és a Legény-barlang. A Legény-barlangtól É-ra 50 m-re, azonos magasságban van a Leány-barlang bejárata, amely nemcsak közelsége, de jellege és formakincse miatt is szomszédjának testvére. A bejárati terem a kőzet dőléséhez igazodó, Ny-ra néző, tág nyíláson keresztül érhető el. Hátsó sarkából, szűk járaton át lehet lejutni a barlang mélyebben lévő részeibe. Belső részei labirintusos járatok szűk szorítókkal és kisebb-nagyobb termekkel, sok fejlődő cseppkővel. A 6 m-es cseppkőfalon csak kötél segítségével lehet leereszkedni az alsóbb részekbe, amelyek nagyon nedvesek, sárosak.
A barlang majdnem 200 m hosszú és kb. 40 m mély (szintkülönbségű). Labirintusos alaprajza és kristályképződményei miatt valószínűleg hévizes kialakulású. Régészeti ásatás volt mind a Leány-barlang, mind a Legény-barlang bejárati csarnokában. A Leány-barlangban végzett ásatáskor nem akadtak az őskori ember nyomára, de előkerült belőle egy finom kidolgozású, római bronz fésű, hun és magyar kardok, valamint a középkorból származó pénzhamisító eszközök. A Legény-barlang és a Leány-barlang felett húzódó ösvénytől kb. 10 m-re van a Bivak-barlang bejárata.
Az 1971. évi Karszt- és Barlangkutatási Tájékoztatóban meg van említve, hogy a Pilis hegy DNy-i oldalán lévő Leány-barlangot a feltörő hévíz hozta létre. 1974-ben a Foton Barlangkutató Csoport elkészítette a barlang fénykép-dokumentációját. Az 1974-ben megjelent, Pilis útikalauz című könyvben, a Pilis hegység és a Visegrádi-hegység barlangjainak jegyzékében (19–20. old.) meg van említve, hogy a Pilis hegység és a Visegrádi-hegység barlangjai között van a Leány-barlang. A Pilis hegység barlangjait leíró részben a Leány-barlanggal kapcsolatban tulajdonképpen az 1967-es útikalauzban leírtak vannak megismételve. Ebben a kiadványban a plusz információ, hogy az 1930-as években a munkásturisták, a TTE barlangkutatói dolgoztak a barlang feltárásán. A Horthy fasizmus éveiben azonban a TTE munkás-barlangkutatói barlangkutatási engedélyt csak olyan feltétellel kaptak, hogy minden politikai és világnézeti szempontot el kellett hagyniuk tevékenységükből. Felügyelőket rendeltek ki föléjük ennek ellenőrzésére. A Leány-barlangtól É-ra 300 m-re, majdnem ugyanazon a szinten nyílik a Juventusz-barlang.

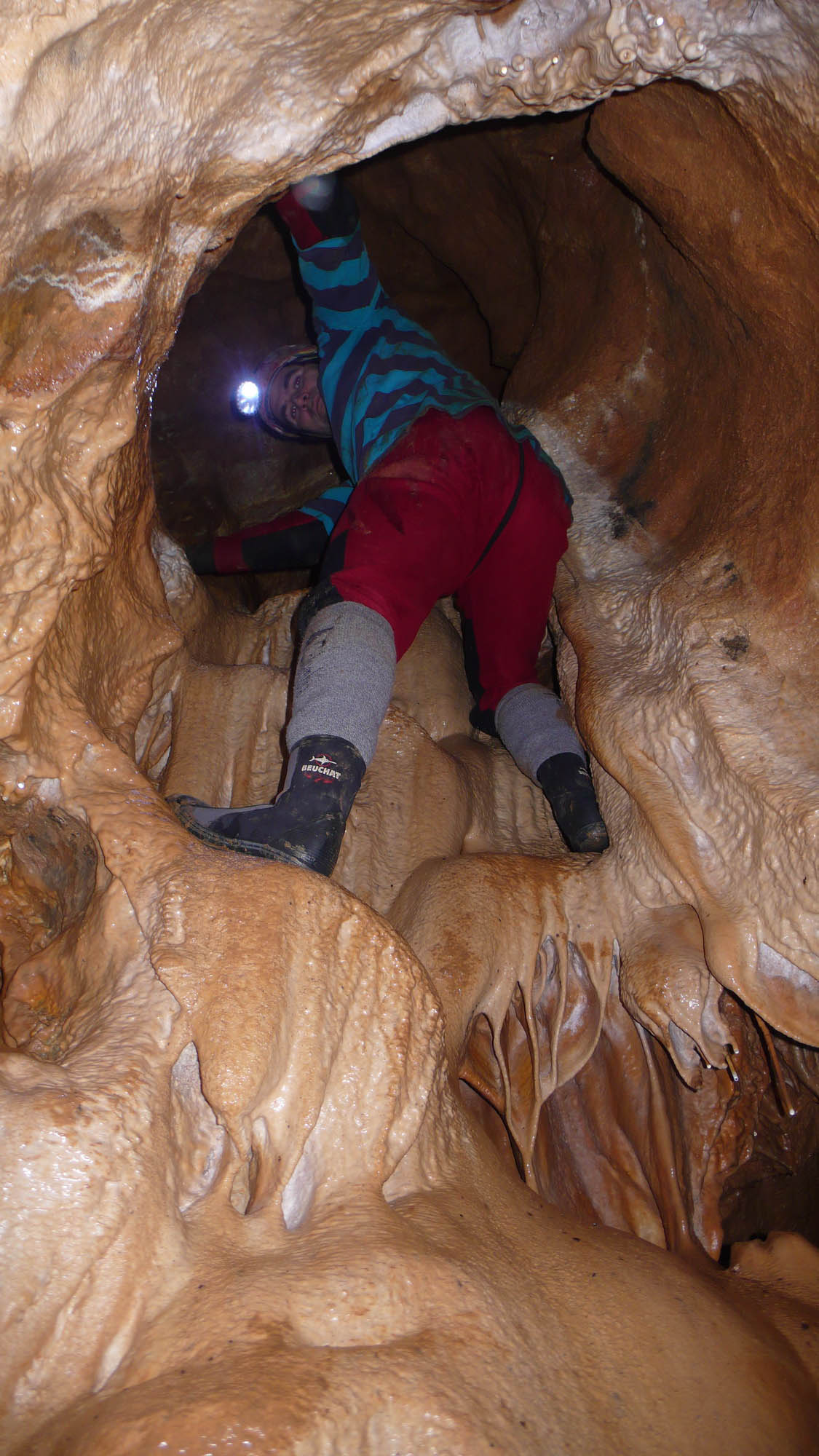
Leány-barlang, cseppköves kürtő

1976-ban vált országos jelentőségű barlanggá a 4800-as (Pilis hegység) barlangkataszteri területen lévő, pilisszentléleki Leány-barlang. A Bertalan Károly és Schőnviszky László által írt, 1976-ban megjelent Magyar barlangtani bibliográfia barlangnévmutatójában meg van említve a Pilis hegységben, Kesztölcön található barlang Leány-barlang néven. A barlangnévmutatóban fel van sorolva 18 irodalmi mű, amelyek foglalkoznak a barlanggal. Az 1976-ban befejezett, Magyarország barlangleltára című kéziratban az olvasható, hogy a Pilis hegységben, a Pilis-vonulatban, Pilisszentléleken helyezkedik el a Leány-barlang. A Pilis hegy Ny-i oldalában, a Csévi-szirtek tövében, a klastrompusztai menedékháztól KDK-re 700 m-re, 450 m tszf. magasságban van a barlang bejárata. Bejárata 7 m magas és 4 m széles, amely az út felett kb. 50 m-re, a Legény-barlanggal azonos magasságban, a Legény-barlangtól kb. 100 lépésre É-ra található. A barlang kb. 200 m hosszú és 40 m mély. A magasan fekvő forrásbarlangnak turisztikai hasznosítása van. A kézirat barlangra vonatkozó része 4 irodalmi mű alapján lett írva.
Az 1976-ban összeállított, országos jelentőségű barlangok listájában lévő barlangnevek pontosítása után, 1977. május 30-án összeállított, országos jelentőségű barlangok listáján rajta van a Pilis hegységben, Pilisszentléleken található barlang Leány-barlang néven. Az 1977. évi MKBT Beszámolóban napvilágot látott és Jánossy Dénes által írt jelentésben meg van említve, hogy szórvány őslénytani leletet gyűjtött 1977-ben Schindler László a Leány-barlangból (Pilis hegység). Az 1977. évi Karszt és Barlang angol nyelvű különszámában megjelent, The longest and deepest caves of Hungary (December 31, 1975) című közleményből megtudható, hogy a Pilis hegységben fekvő, 200 m hosszú Leány Cave (Girl Cave) 1975. december 31-én Magyarország 49. leghosszabb barlangja. A 46. leghosszabb barlang (Rákóczi 1. sz. barlang), a 47. leghosszabb barlang (Rákóczi 2. sz. barlang), a 48. leghosszabb barlang (Esztramosi Földvári Aladár-barlang) és az 50. leghosszabb barlang (Dorogi 1. sz. kaverna) szintén 200 m hosszú.
Az 1977. december 31-i állapot szerint (MKBT Meghívó 1978. május) a Pilis hegységben lévő és kb. 200 m hosszú Leány-barlang az ország 53. leghosszabb barlangja. Az 1977. évi Karszt és Barlangban megjelent összeállítás alapján, 1977. december 31-én Magyarország 58. leghosszabb barlangja a Pilis hegységben elhelyezkedő, 1977. december 31-én, 1976-ban és 1975-ben kb. 200 m hosszú Leány-barlang. Az 55. leghosszabb barlang (Rákóczi 1. sz. barlang), az 56. leghosszabb barlang (Rákóczi 2. sz. barlang), az 57. leghosszabb barlang (Esztramosi Földvári Aladár-barlang) és az 59. leghosszabb barlang (Dorogi 1. sz. kaverna) szintén kb. 200 m hosszú. Ez az összeállítás naprakészebb az 1978. májusi MKBT Meghívóban publikált listánál. Az 1978. évi MKBT Beszámolóban lévő csoportjelentésben szó van arról, hogy a Szabó József Barlangkutató Csoport tagjainak feltételezése szerint Piliscsév a környéken elhelyezkedő üregek, barlangok miatt kapta nevét. A Piliscsév közelében található Leány-barlang és Legény-barlang a történelem előtti időben nyitva voltak. Mivel a történelemben legszívesebben a terület jellegzetes tereptárgyairól nevezték el a helyneveket, ez a település is a barlangok miatt kapta nevét.
Az 1979-ben napvilágot látott, Komárom megye régészeti topográfiája című könyvben szó van arról, hogy Pilisszentléleken, a Legény-barlangtól É-ra 70 m-re van a Leánybarlang (18/6. sz. lelőhely, barlang, későközépkor?, rézkor, bronzkor, római kor, Árpád-kor) bejárata. A Leány-barlang egy folyosón elérhető 10×10 m-es, bejárati teremből és szűk járaton keresztül megközelíthető, labirintusos hátsó részből áll. A víz sok földet hordott be a barlangba az emberi megtelepedéshez megfelelő bejárati teremből nyíló kürtőn át. A barlang 1919-ben kapta jelenlegi nevét (Leánybarlang), régebben a Legény-barlanggal közösen Csévi kettős barlangnak vagy Chlapecnek nevezték. 1912-ben Bella Lajos és Kadić Ottokár végeztek ásatást a Legény-barlangban és a barlang hányóján, illetve a közeli Leány-barlangban. Az Esztergomi Balassa Bálint Múzeumban együtt leltározták be a Leány-barlangból származó leletek többségét a Legény-barlangból előkerültekkel, a két barlang leleteit nem választották szét. (Leány-barlang vagy Legény-barlang a lelőhelye a következő tételeknek: EBM 55.553.1–3; 62.103.22–24; 62.104.1–47; 63.249.1–3; 63.250.1–9.)
1912-ben Bella Lajos az általa névtelen barlangként említett Leány-barlangban akkor végzett ásatást, amikor a Legény-barlangban ásatott. A Leány-barlangban szekérszámra találta meg a hallstatti kor cserepeit. A leletanyag kisebb része a Magyar Nemzeti Múzeumban (MNM 77/912. 53–151, 153–160, 164–168), nagyobb része pedig az Esztergomi Balassa Bálint Múzeumban lett elhelyezve (Szám nélkül 1914. május 29.), ahol összekeverték a két barlang anyagát, ezért a Legény-barlang leleteihez van leltározva a Leány-barlangból előkerült leletek többsége. 1926-ban is szerzett a Leány-barlangból rézkori cserepeket a MNM (MNM cserépleltár 59/1948, talán ezeket leltározták át: MNM RŐ.51.95.1.), majd 1958-ban kovaszilánkokat gyűjtött a barlangban Szepessy Géza (Dorogi Szénmedence Tájmúzeuma 61.18.1–8). Horváth István 1968-ban fedezett fel a barlang hányóján leleteket, ugyanakkor felmérte a barlang elülső részét barlangkutatók közreműködésével.
A Leány-barlang a Legény-barlanghoz hasonlóan több korszakban volt lakott. A javarézkori ludanicei csoporthoz sorolhatók a kettős csonkakúpos tálak kerek és függőleges irányú hosszúkás bütykös töredékei (EBM 63.253.1, 21 db). Először Patay Pál számolt be a harang alakú talpcsőtöredékről, amely a ludanicei csoportra jellemző. Az EBM leltározatlan anyagában volt ez a töredék, de jelenleg már nem azonosítható. Banner János beszámolt egy függőleges bordával díszített péceli cserépről, amely a Leány-barlangból származik, és említett olyan cserepeket, amelyek kannelurával, vonalakkal és pontokkal díszítettek (MNM cserépleltár 59/1948, talán ezeket leltározták át: MNM RŐ.51.95.1.). Horváth István is gyűjtött egy péceli cserepet (EBM 70.378.11.). A középső bronzkori mészbetétes kerámiához kapcsolható néhány, párhuzamos vonalköteggel díszített töredék a kevésbé jellegzetes bronzkori cserepek közül (EBM 70.378.15–16., a bronzkori többi cserép: 70.378.10., 12–13.). Kiegészítik az őskori leletek sorát különböző kőeszközök, csonteszközök és agyag orsókarikák. Márton Lajos publikált egy baltát, amely agancsból csiszolt (MNM RŐ.36.26.1.). A leltározott tárgyak között nem szerepel a Bella Lajos által említett nagyon szép, csaknem teljesen ép csontfésű, amely római kori. Előbukkant az 1912. évi ásatáson egy újkori vagy középkori vaslakat (MNM 77/912.167.). Horváth Istvánék 1968-ban a barlang hányóján gyűjtöttek spirális vonalakkal díszített cserepeket is, amelyek Árpád-koriak (EBM 70.378.14., 17–20.).
A Leány-barlang középkori története kapcsolódik a Legény-barlang középkori történetéhez. A Legény-barlang, Leány-barlang és Bivak-barlang kapcsolatba van hozva a pálos rend őstörténetével. A Pilis hegységben remetéskedő Özséb a remeték által már régóta lakott három vagy hármas barlangot választotta lakhelyének. Ez a hármas barlang a Legény-barlang, a Leány-barlang és a felettük található Bivak-barlang lehetett. Özséb és az Özséb köré gyűlt sok remete 1250 körül a Szent Kereszt tiszteletére kis templomot és kolostort épített a hármas barlangtól nem messze. Ettől kezdve valószínűleg legfeljebb időszakosan voltak lakottak ezek a barlangok. A könyvbe bekerült a Leány-barlang alaprajz térképe és 4 keresztmetszet térképe. Az alaprajz térképen látható a 4 keresztmetszet elhelyezkedése a barlangban. A térképek elkészítéséhez a barlangot Horváth István mérte fel. A kiadványban van egy Pilisszentlélek térkép, amelyen megfigyelhető a Leány-barlang földrajzi elhelyezkedése. A térképen 6-os számmal van jelölve a lelőhely.
Az 1980. évi Karszt és Barlang 1. félévi számában publikálva lett, hogy a kiemelt jelentőségű Leány-barlang a 4800-as barlangkataszteri területen (Pilis hegység) helyezkedik el. A barlangnak 4840/2. a barlangkataszteri száma. Az MKBT Dokumentációs Bizottsága a helyszínen el fogja helyezni, a többi kiemelt jelentőségű barlanghoz hasonlóan, a barlang fémlapba ütött barlangkataszteri számát. A barlangkataszteri szám beütéséhez alapul szolgáló fémlap ugyanolyan lesz mint a többi kiemelt jelentőségű barlang fémlapja. Kárpát József vezetésével az Acheron Barlangkutató Szakosztály az 1980-as évek elején újra felmérte a barlangot. A felmérés alapján mélysége 50 méter, hossza pedig megegyezett a régi mérés eredményével.

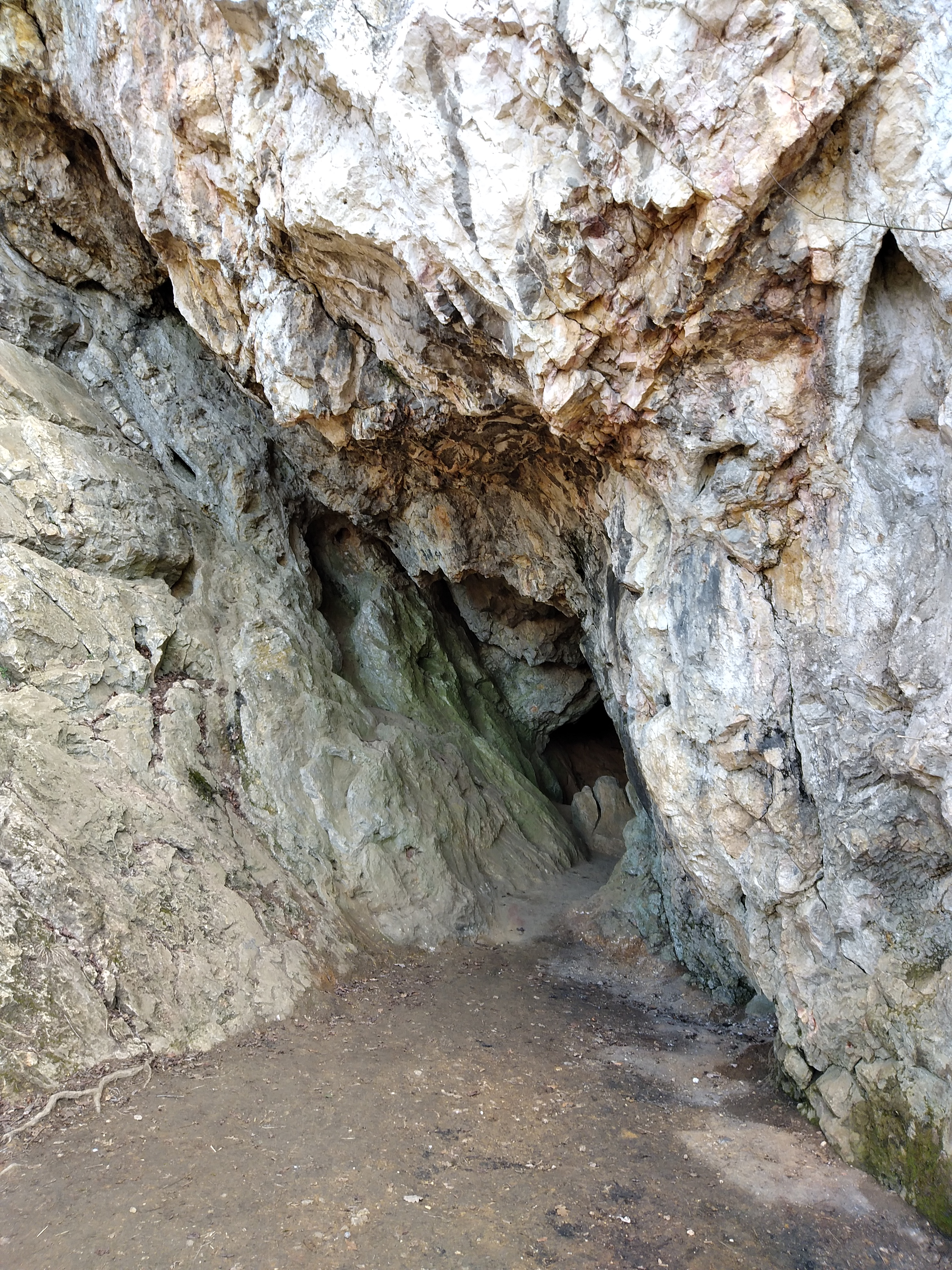
A Leány-barlang bejárati terme

1982-ben a Vörös Meteor TE Foton Barlangkutató Csoportnak volt kutatási engedélye a barlang kutatásához. 1982. július 1-től az Országos Környezet- és Természetvédelmi Hivatal elnökének 1/1982. (III. 15.) OKTH számú rendelkezése (1. §. és 3. §., illetve 5. sz. melléklet) értelmében a Pilis hegységben lévő Leány-barlang fokozottan védett barlang. Az 1982. szeptember–októberi MKBT Műsorfüzetben meg van említve, hogy a Pilis hegységben található Leány-barlang fokozottan védett barlang. A felsorolásban a barlangnevek az MKBT által jóváhagyott és használt helyesírás szerint, javított formában lettek közölve.
Az 1984-ben kiadott, Magyarország barlangjai című könyvben részletesen le van írva. A kb. 100 barlangot tartalmazó Pilis hegység legismertebb barlangjai a Sátorkőpusztai-barlang, a Legény-barlang, a Leány-barlang, vagy éppen a Kis-kevélyi-barlang. A könyv országos barlanglistájában szerepel a Pilis hegység barlangjai között a barlang Leány-barlang néven. A listához kapcsolódóan látható a Dunazug-hegység barlangjainak földrajzi elhelyezkedését bemutató 1:500 000-es méretarányú térképen a barlang földrajzi elhelyezkedése.
Az 1985. évi Karszt és Barlangban röviden ismertetve van, hogy a Leány-barlang volt az egyik helyszíne a VMTE Hatos csoport által rendezett 1983. évi Kinizsi Kupa országos barlangversenynek, amelyet a BEAC Barlangkutató Csoport tagjai, Király G., Németh T. és Rajczy M. nyertek. Az 1987. december 31-i állapot alapján a Leány-barlang nem érte el az új felmérés szerint a 200 m-es hosszt. (Az 1977. évi Karszt és Barlangban közölt hosszúsági listában a barlang kb. 200 m hosszú.) Az 1989. évi Karszt és Barlangban lévő, Magyarország barlangjai című összeállításban található 1. ábrán (Magyarország térkép) be van mutatva a Leány-barlang földrajzi elhelyezkedése. A folyóirat 1989. évi különszámában napvilágot látott ennek az utóbbi tanulmánynak az angol nyelvű változata (The caves of Hungary). Ebben a tanulmányban Leány Cave a barlang neve.
Az 1989. évi Karszt és Barlangban publikált, Topál György által írt tanulmányban meg van említve, hogy az MKBT 1985-ben kijelölt 20 barlangot és a társulat ajánlotta a munkában önkéntesen résztvevőknek, hogy legyen ezekben évente elvileg egy-egy téli és nyári denevérszámlálás. A kijelölt barlangok közül 1988-ig pl. a Leány-barlangban történt denevér-megfigyelés. A folyóirat 1989. évi különszámában napvilágot látott ennek a tanulmánynak az angol nyelvű változata. Ebben a tanulmányban Leány Cave a barlang neve. 1990-ben Kárpát József elkészítette a Legény-barlang környékének (Csévi-szirtek) áttekintő térképét. A térképen látszik a Leány-barlang (a térképen Leány) két bejáratának földrajzi elhelyezkedése.
A Kárpát József által 1990-ben írt kéziratban szó van arról, hogy a Leány-barlang (Pilisszentlélek) a Csévi-szirtek aljában, a Legény-barlangtól É-ra 60 m-re, a Legény-barlanggal majdnem azonos tszf. magasságban helyezkedik el. A fokozottan védett Leány-barlang 36 m mély és 10 m magas. A dachsteini mészkőben található barlang freatikus zónában keletkezett inaktív forrásbarlang. Bejárata és fő járatai K–Ny-i csapásirányú, D-re 60°-kal dőlő törésvonalra illeszkednek. Formakincsére a tektonikus sík mentén létrejött, hasadékszerű termek, vakkürtők és gömbfülkék jellemzők. Állócseppkövek és függőcseppkövek, cseppkőlefolyások és kalcitkiválások a képződményei. A barlang száraz, bár több pontján csepegés és sár figyelhető meg. Sok denevér él benne.
A többszintes és elágazó járatrendszer bejárásához a Cseppkőfal nevű teremnél kötélbiztosítás használata javasolt. Le volt zárva, de jelenleg már csak a bebetonozott fém ajtókeret van benne. Napjainkban senki nem kutatja a barlangot pedig érdemes lenne tovább kutatni. Az 1970-es években a VMTE Foton Barlangkutató Csoport végzett kis feltáró munkát a barlangban, de nem ért el számottevő eredményt. Az ismertetésbe bekerült a Leány-barlang 1981-ben készült, 6 keresztmetszetet is bemutató alaprajz térképe, valamint az 1987-ben készült, 1:400 méretarányú, a Legény-barlang és a Leány-barlang egymáshoz viszonyított helyzetét bemutató térkép. A kézirat tartalmazza a Legény-barlang környékének (Csévi-szirtek) 1990-ben készült áttekintő térképét.
A Kárpát József által 1991-ben írt kéziratban meg van említve, hogy a fokozottan védett Leány-barlang (Piliscsév) 700 m hosszú és 46 m mély. A barlang kutatás alatt áll. A Pilis hegység leghosszabb és 5. legmélyebb barlangja. Az 1992. évi MKBT Műsorfüzetben megjelent ismertetés szerint a Pilis hegységben található, 1987-ben térképezett és 180 m hosszú barlang az Acheron Barlangkutató Szakosztály által térképezett jelentősebb barlangok közül az egyik.

### 1997-től

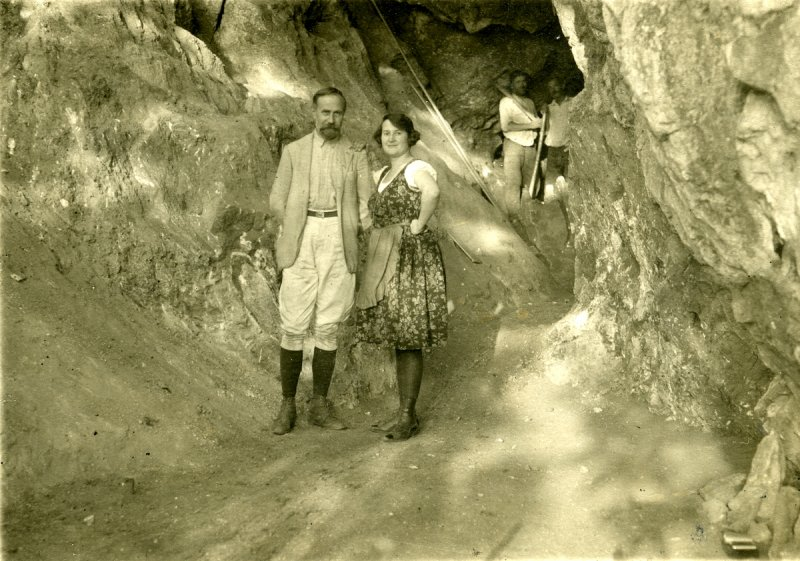
Kadić Ottokár második feleségével a Leány-barlang bejárata előtt (Bekey Imre Gábor fényképe)

Az Ariadne Karszt- és Barlangkutató Egyesület 1997-ben két ponton átjárót talált a Leány-barlang és a Legény-barlang között. Az Ariadne Karszt- és Barlangkutató Egyesület 1998. évi jelentésében szó van arról, hogy 1998-ban az egyesület tagjai a Leány–Legény-barlangrendszer Leány-barlang szakaszát mérték fel, és a Legény-barlang részbe már két ponton sikerült átmérni. A méréskor derült ki, hogy néhány járat mérete alá lett becsülve. Ennek alapján a rendszer hossza legalább 2500 m, a bejárathoz viszonyított legmagasabb pontja 34 m-en van, mélysége 55–60 m. Eszerint a barlang függőleges kiterjedése meghaladja a 90 m-t, esetleges felső szintű járatok felfedezésével a 100 m-t is meghaladhatja. A Leány-barlangtól ÉÉK-re van az Indikációs-barlang. Az Indikációs-barlang a Leány-barlangtól É-ra lévő Nagy-kuloárban, a Leány-barlang bejáratától kb. 30 m-rel magasabban nyílik. Az Indikációs-barlangot preformáló törésvonal ellendőlésű a Leány-barlangban lévőnél.
Az Indikációs-barlang járatai kb. 25 m-re közelítik meg a Leány-barlang járatait a felmérések szerint. Ezért valószínű, hogy nemsokára ezt a két barlangot is sikerül összekötni. Egyre valószínűbbnek tűnik, hogy a Csévi-szirteken ismert rendszer régen összefüggő járatrendszert alkothatott, amely a pleisztocén előtt szabdalódott szét. A járatok freatikus zónában jöttek létre, a nagy barlangok zónájának tetőszintje kb. 450–470 m-en lehet. Figyelembe véve, hogy a Csévi-szirtek Ny-i oldalában ismert polje egy szétnyíló törésre utal, melyet a Leány-barlang járatai megközelítenek, nem tűnik már utópiának, hogy itt helyezkedik el Magyarország legmélyebb barlangrendszere (csak fel kell tárni). A kéziratban két helyszínrajzon jelölve van a Leány-barlang bejáratának földrajzi elhelyezkedése.

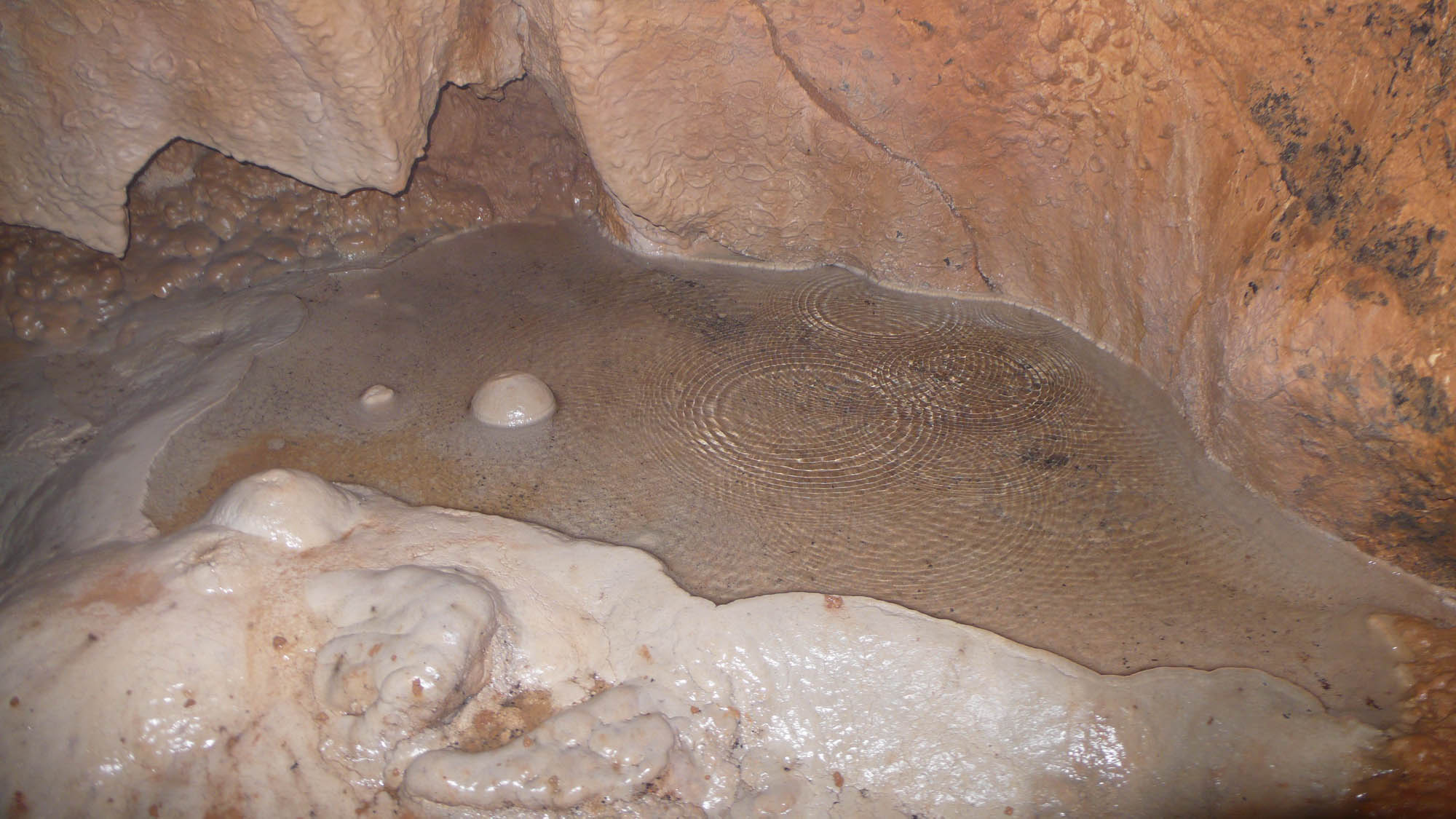
Cseppkőmedence a Leány-barlangban lévő Leányálom-ágban

A 2003-ban kiadott Magyarország fokozottan védett barlangjai című könyvben az olvasható, hogy a Leány-barlang és a Legény-barlang közötti átjárhatóság létrehozásával keletkezett a Leány–Legény-barlangrendszer. A két barlang 1997-ig volt különálló. A Pilis hegy Ny-i, sziklás oldalában, a Csévi-szirt alsó részén nyíló, hatalmas bejáratok egymástól 56 m-re, 8,2 m szintkülönbséggel helyezkednek el. 471 m tszf. magasságban van a Leány-barlang második, 1 m átmérőjű természetes bejárata. A történelem előtti időkben is nyitottak voltak a két barlang bejáratai, de Bekey Imre Gábor csak 1911-ben figyelt fel azokra. Ez azonban csak a régészeti kutatások elindítását jelentette, melyeknek eredményéről Bella Lajos számolt be 1913-ban.
Az 1930-as évek elején kezdődtek a feltáró munkák a két barlangnál. Idősebb Kiss Miklós és Schőnviszky László a Leány-barlangban a Cseppkőfal alatti részeket fedezték fel. Leél-Őssy Sándor 1953–1954-ben a barlang geomorfológiai feldolgozásával foglalkozott és vezetésével újra fel lett mérve a Leány-barlang. Hossza akkor 200 m és mélysége 40 m volt. Leél-Őssy Sándor megállapította, hogy valamikor egy rendszert alkotott a két hévizes keletkezésű barlang, amelyek csak később lettek forrásbarlangok. A VMTE Foton Barlangkutató Csoportja kutatott az 1960-as évek második felében a barlangban, de jelentős eredmény nélkül. A Kárpát József által vezetett Acheron Barlangkutató Szakosztály az 1980-as évek kezdetén újramérte járatait, melynek eredményeként 200 m hosszú és 50 m mély lett.

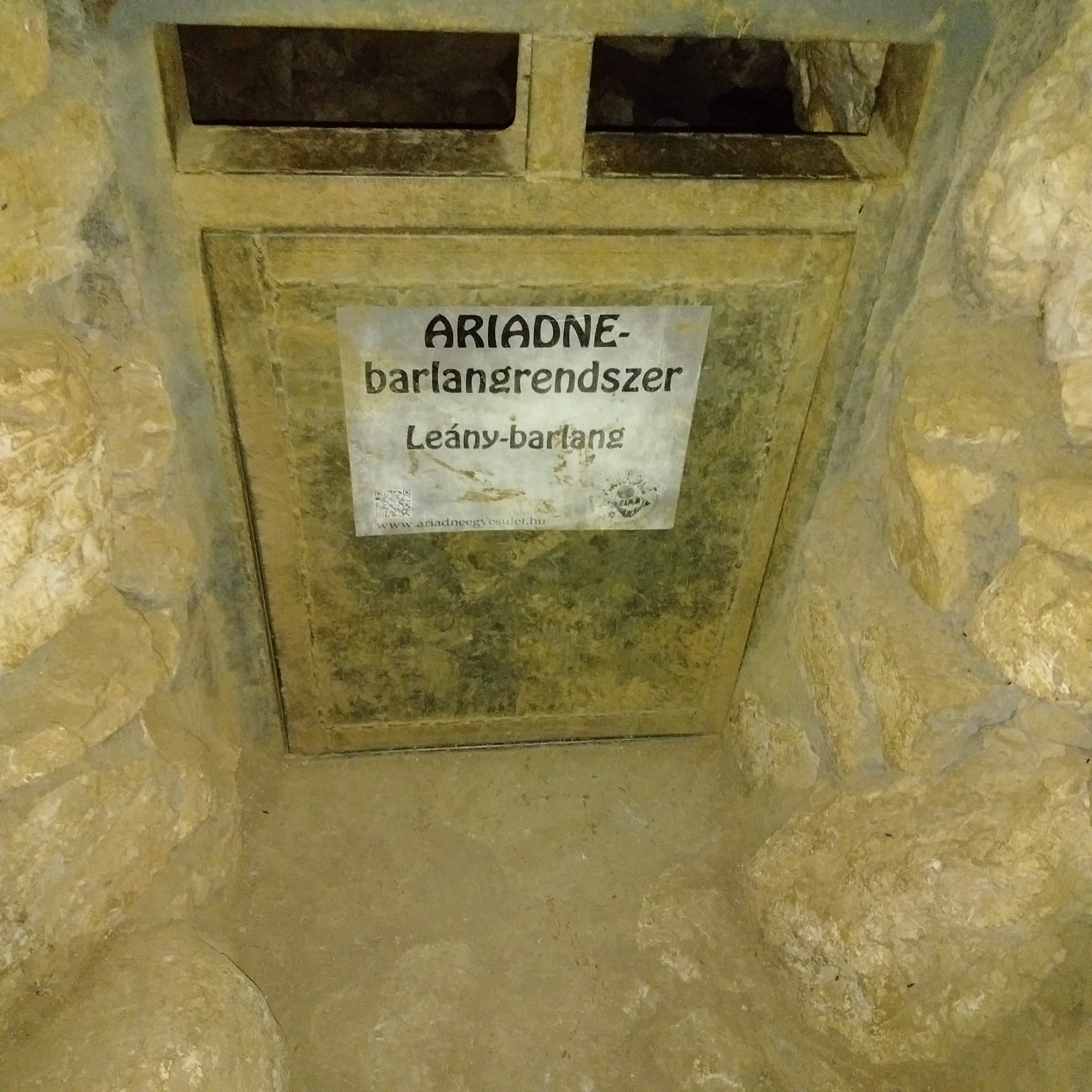
A Leány-barlang belsőbb részeit védő ajtó

Az 1980-as évek végén és az 1990-es évek elején ifj. Kiss Miklós és társai a barlang Cseppkőfalától kezdve 100 m járatot fedeztek fel, majd ebből a részből kiindulva 1991 áprilisában egy másik 100 m hosszú járatot találtak a MÁFI Barlangkutató Csoport tagjai. Ezen fellelkesülve kezdték rendszeresen kutatni, és még abban az évben új részek feltárásával a két barlang összekapcsolása kézzelfogható közelségbe került. Ennek során a barlangban 400 m hosszú új járat lett megismerve. 1997 végéig a csoport (már Ariadne Karszt- és Barlangkutató Egyesület néven) a két barlang között két helyen is talált átjárót, és az időközben rengeteg bontómunkával feltárt új szakaszokkal együtt már elérte a 3500 m hosszúságot a barlangrendszer.
A Leány-barlangban lévő Mélysötét-szakasz felfedezése egy bejárás alapján történt és ezzel 250 m hosszú új járat vált ismertté. A Magyarhoni Földtani Társulat Barlangkutató Bizottságának megbízásából Bella Lajos kezdte el 1912-ben a barlang régészeti kutatását. Ez főleg a kincsásók által a meddőre kivitt anyag átnézéséből állt. A vizsgálatokkor előkerült leletek alapján a barlang bejárati zónáját az ember az újkőkorszaktól kezdve napjainkig használta rövidebb-hosszabb ideig. A könyvben van egy olyan színes fénykép, amelyen a Leány-barlang Nagy-hasadéka figyelhető meg, és van egy olyan fénykép, amelyen a Leány-barlang Szemiramisz függőkertje nevű, kb. 4 m magas cseppkőképződménye van megörökítve. A két fényképet Chorendzsák György készítette.
A 2005-ben megjelent Magyar hegyisport és turista enciklopédia című könyvben az van írva, hogy az Ariadne Karszt- és Barlangkutató Egyesület 1991-től kb. 2,5 km hosszú részt fedezett fel a Leány-Legény-barlangrendszerben és 1997-ben összekötötte a Leány-barlangot és a Legény-barlangot. Vértes László kutatott a Leány-barlangban. A Természetbarátok Turista Egyesületének barlangkutatói kutatták és kezelték a Pilis hegységben lévő Leány-barlangot. A Csévi-szirtek, alatta a Leány-barlangot és Legény-barlangot keretező sziklafalak, illetve egy még lejjebb lévő, magányosan álló sziklatorony képezik a mászóiskola részeit.
A 2008. évi MKBT Tájékoztatóban megjelent hírben meg van említve, hogy az Ariadne Karszt- és Barlangkutató Egyesület a Csévi-szirteken nagy barlangösszekötéseket végzett, a 4580 m hosszú Leány–Legény–Ariadne-barlangrendszer barlangjainak összekötését, és az ismert barlangok, pl. a Leány-barlang hosszát jelentősen növelte. 2013. augusztus 12-től a belügyminiszter 43/2013. (VIII. 9.) BM rendelete szerint régészeti szempontból jelentős barlangnak minősül a Komárom-Esztergom megyei Esztergom-Pilisszentléleken lévő, 4840-1 barlangkataszteri számú Ariadne-barlangrendszerhez tartozó és 2297 lelőhely-azonosítójú Leány-barlang (bejáratai, Pitvar és Melegedő nevű termei).

## További irodalom
- Márton Lajos: Dolchstäbe aus Ungarn. Praehistorische Zeitschrift, 1931. 21. old.
- –: MNM Adattára III.42/1969. Kézirat. (A kézirat megtalálható a Magyar Nemzeti Múzeumban.)